# Tram van Kassel
De Tram van Kassel is een systeem van tram- en sneltramlijnen (sneltram in de vorm van tramtrein) in en om de Duitse stad Kassel. Sinds 1877 rijdt er in Kassel een tramlijn, eerst als stoomtram van Wilhelmshöhe naar Königsplatz. Later volgde paardentrams en rond het begin van de twintigste eeuw ook elektrische trams. De spoorbreedte is 1435 mm (normaalspoor). Daarnaast bestond er ook een meterspoornetwerk met de Herkulesbahn en een trolleybus tussen Harleshausen, Kirchditmold en Wilhelmshöhe. De tram vormt ruggengraat van het openbaar vervoer in Kassel en werd steeds verder de regio in verlegd, deels als tramlijn en deels als sneltram/tramtrein (RegioTram) volgens het "Karlsruher Modell".
Op het netwerk rijden twee exploitanten, de Kasseler Verkehrs-Gesellschaft AG (KVG) en de Regionalbahn Kassel GmbH (RBK). De KVG, een onderneming van de stad Kassel, exploiteert de trams in Kassel. RBK is een joint venture van de Hessische Landesbahn GmbH (HLB) en de KVG. RBK bestaat uit twee delen, een spoorwegonderneming en een spoorwegbeheerder. Als beheerder onderhoudt RBK de Lossetalbahn tussen Kassel en Hessisch Lichtenau. De RegioTram wordt geëxploiteerd door een dochteronderneming van RBK, RegioTram Betriebsgesellschaft mbH (RTB). 49% van deze onderneming is in handen van RBK, 51% is in handen van DB Regio.

## Geschiedenis

### Stoomtram

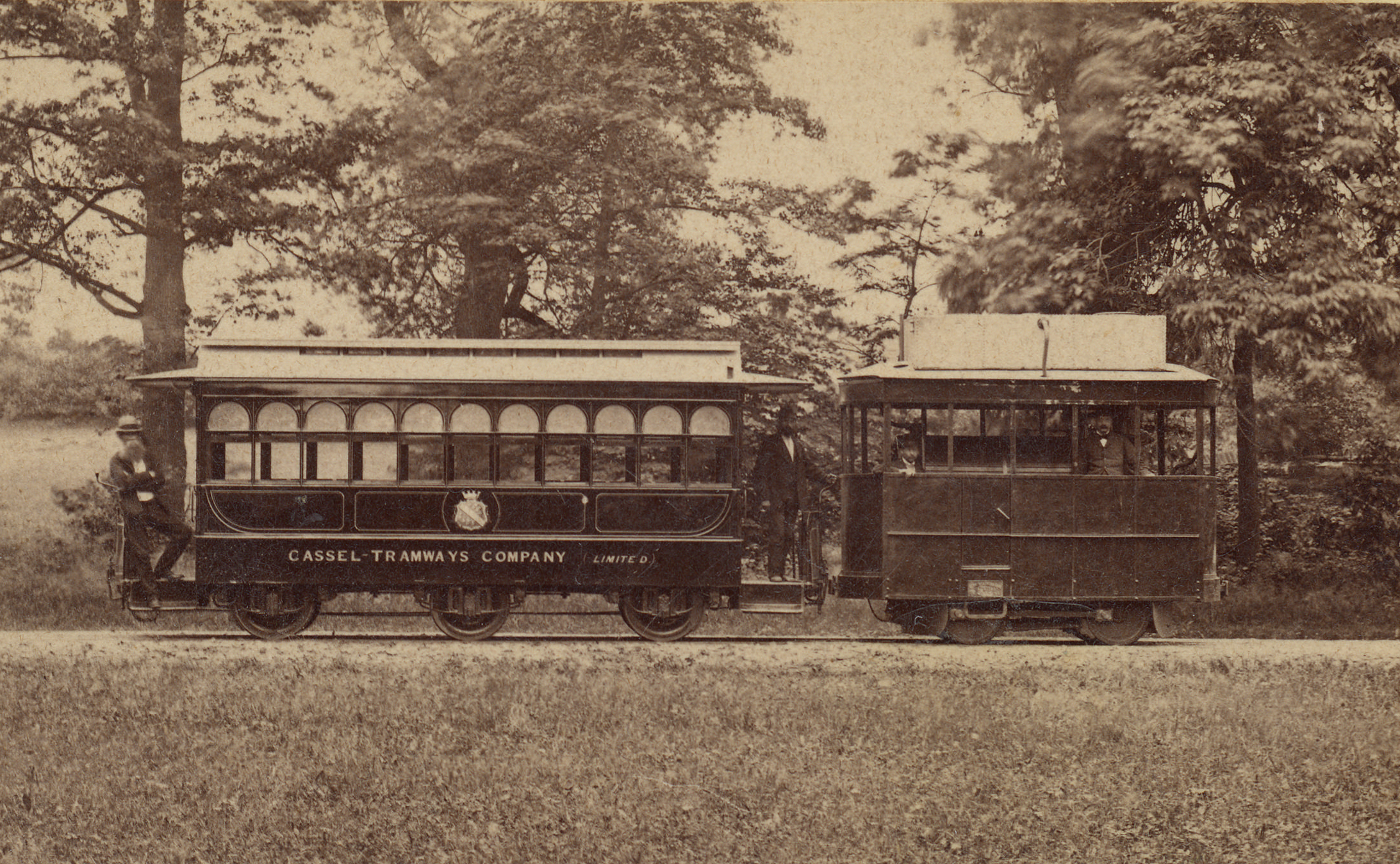
Een stoomtram van de "Cassel Tramways Company" tussen 1877 en 1881

Al in de zomer van 1870 was er in Kassel een paardenbus, die de stad met het Bergpark en Schloss Wilhelmshöhe verbond. De "Pferde-Omnibus-Verkehr" werd tijdens de duur van een industriële beurs van 1 juni tot 5 oktober 1870 door de uitgever Georg H. Wigand geëxploiteerd.
Door de groei van de stad werd vanaf 1877 de exploitatie van een stoomtram rendabel. Sinds 9 juli 1877 exploiteerde de Engelse firma "Jay & Comp. London" de "Cassel Tramways Company". Met twee stoomtramlocomotieven en vier rijtuigen werd de lijn van de Königsplatz naar Wilhelmshöhe bediend. Het wagenpark werd langzaam uitgebreid met verdere rijtuigen en locomotieven, onder andere door enkele locomotieven van de Henschel-Werke.
De stoomtram van Kassel geldt als de eerste tramlijn van Duitsland, die op eigen kracht reed en niet door paarden werd getrokken. In 1881 werd de maatschappij door een Berlijnse nv overgenomen en hernoemd in de "Casseler-Straßenbahn-Gesellschaft". De stoomtram werd in 1887 door de nieuw opgerichte "Großen Casseler Straßenbahn Actiengesellschaft" overgenomen en ging in dit bedrijf op. Op 10 mei stopte de exploitatie met stoomtrams en begon de elektrische trams met rijden.

### Paardentrams

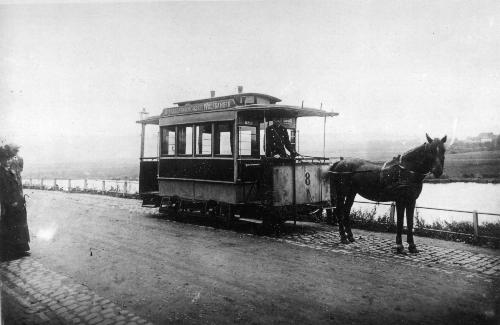
Wagen nr. 8 van de "Pferdebahn Cassel-Wolfsanger G.m.b.H." bij de eindhalte Wolfsanger in 1897

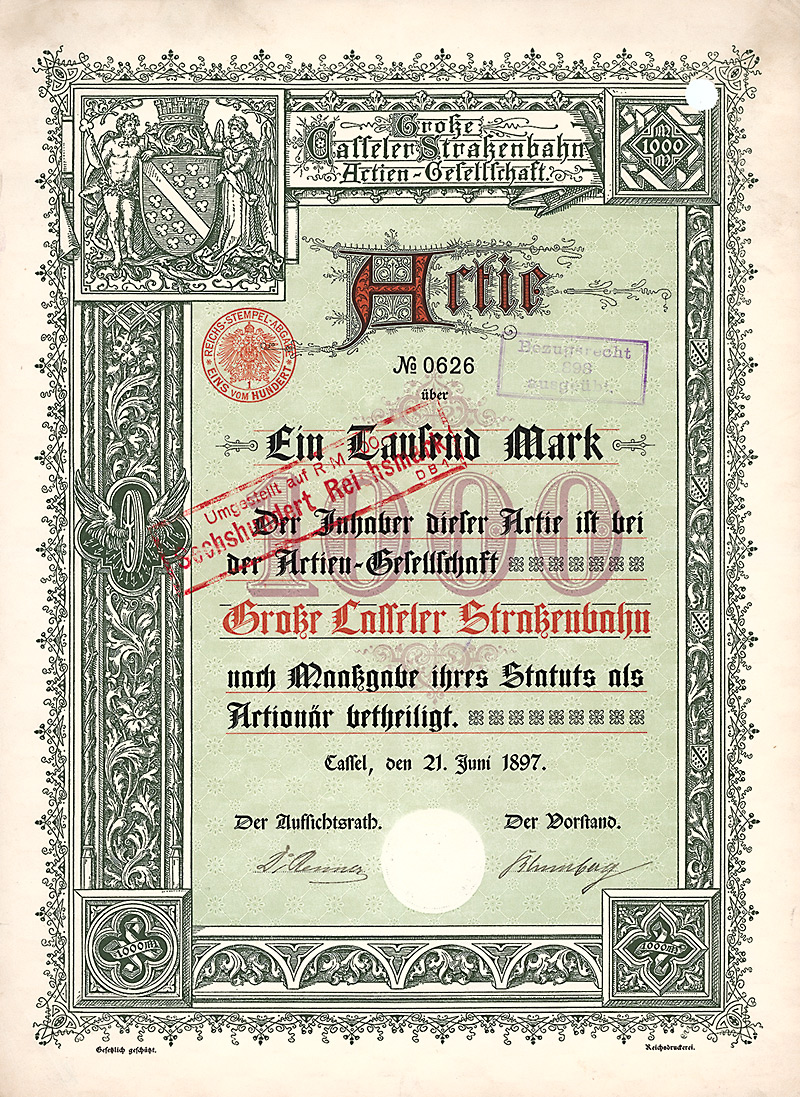
Aandeel van 1000 Mark in de Großen Casseler Straßenbahn van 21 juni 1897

Naast de stoomtrams bestonden er in Kassel ook twee paardentramverbindingen. De "Aktiengesellschaft Casseler-Stadteisenbahn" exploiteerde drie lijnen. Sinds 1884 zijn dat de lijnen van de huidige hoofdbegraafplaats (Hauptfriedhof) naar de Königsplatz, van de Hedwigstraße (Königsplatz) naar station Bettenhausen en van de Kirchweg via het Hauptbahnhof naar de Hedwigstraße. In 1897 werd ook de paardentrams door de "Großen Casseler Straßenbahn Actiengesellschaft" overgenomen en vervangen door elektrische trams.
De "Pferdebahn Cassel-Wolfsanger G.m.b.H." werd in 1897 door een Berlijnse onderneming opgericht en kwam in 1903 in private handen. Het bedrijf beschikte over acht rijtuigen en verbond de Altmarkt in het centrum met het stadsdeel Wolfsanger an der Fulda. In 1909 werd ook dit bedrijf door de "Großen Casseler Straßenbahn Actiengesellschaft" overgenomen en geëlektrificeerd.

### Elektrificering

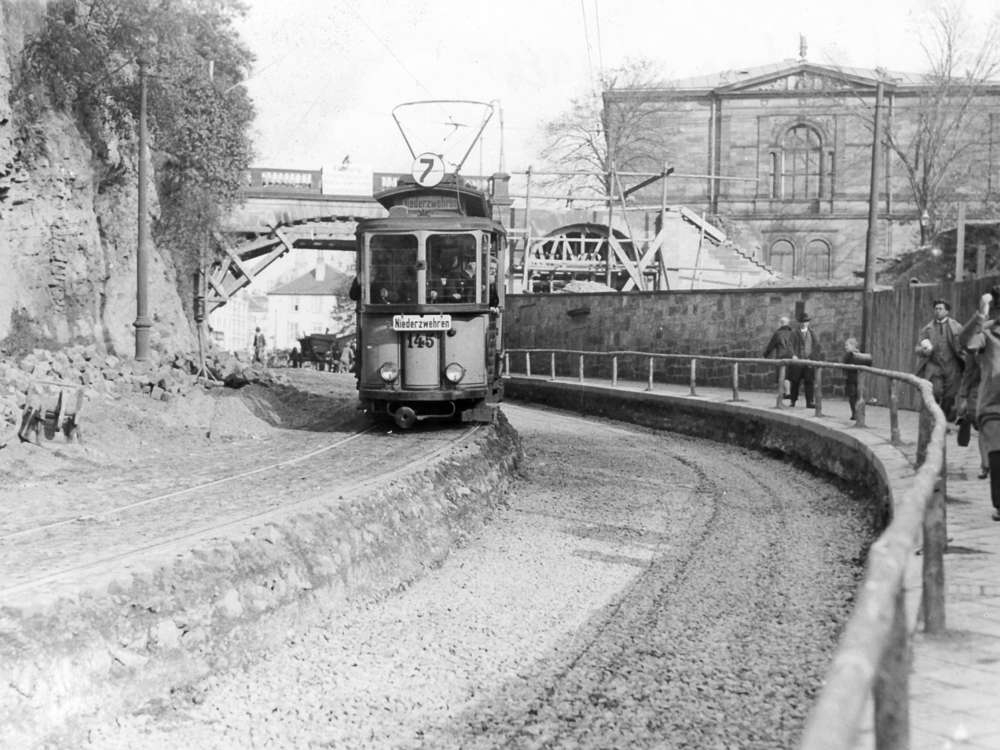
Dubbelsporige uitbouw van het tracé in Weinberg in 1926

Op 24 september 1897 werden beide naast elkaar bestaande bedrijven, Casseler-Stadteisenbahn en Casseler-Straßenbahn-Gesellschaft in de nieuw opgerichte "Großen Casseler Straßenbahn Actiengesellschaft" versmolten. Toen begon de elektrificering van het tramnetwerk. Op 14 december 1898 reden de eerste elektrische tramwagens in Kassel. Door het elektrificeren werden ook twee nieuwe onderhoudslocaties in Wilhelmshöhe en Bettenhausen gebouwd, evenals een eigen elektriciteitscentrale nabij de binnenstad van Kassel in Königstor gebouwd.

### Herkulesbahn

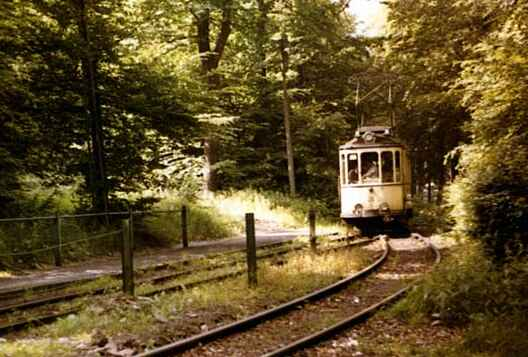
Wagen van de Herkulesbahn bij de eindhalte Brasselsberg in 1962

De Herkulesbahn was een buurtspoorachtige spoorlijn (meterspoor) in de Kasselse Habichtswald. De lijn was voor zowel reizigers als goederen in bedrijf tussen 1902 en april 1966. Sinds 1927 was het onderdeel van de "Großen Kasseler Straßenbahn".

### Historisch materieelpark

#### Het begin

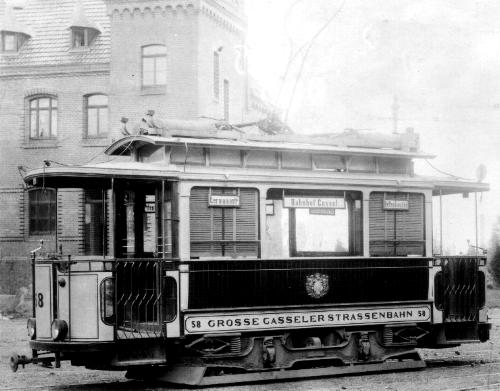
Het elektrische treinstel 58 bij de aflevering in 1899

Tot 1900 werden 54 elektrische wagens bij Van der Zypen & Charlier en Credé besteld. De eerste order van 14 relatief grote wagens waren voor de exploitatie van de weinig bochtige lijn van de voormalige stoomlijn voorzien. 40 verdere wagens met een duidelijker kleinere wielbasis reden op de overige bochtige lijnen.
Na de Eerste Wereldoorlog kwamen er tot de jaren 1936-1940 verdere tweeassige wagens op het Kasselse tramnetwerk. Vele door de oorlog beschadigde wagens werden na de Tweede Wereldoorlog herbouwd. De laatste 14 motorwagens en 8 bijwagens waren nog tot 1981 in de spitsuren in bedrijf en deden daarmee 45 jaar dienst.

#### 260, 261-288 (2+2 Tw)
In 1955 werd door Credé vijf tweeassige eenrichtingswagens met bijpassende bijwagens uitgeleverd. Zij waren de laatste tweeassige wagens van de KVG en ze waren ook een inspiratie voor andere West-Duitse tramsteden de zogenaamde Verbandstyp. De eerste beide bijwagens (551 en 552) werden als tweerichtingswagens geleverd maar zijn nog in hetzelfde jaar omgebouwd tot eenrichtingswagens.
Uit de Verbandstyp ontwikkelde Credé vanaf 1955 een gelede tram. In principe gaat het om een motorwagen met een bijwagen die via een doorloopbaar en vrij zwevend middendeel met elkaar verbonden wordt. Vanuit economisch perspectief waren de lage ontwikkelingskosten en het praktische inzet van conducteurs reden voor aanschaf. Op de lijndiensten in Kassel ingezette prototype (wagen 260) werd er een serie van 28 vierassige gelede trams (261-288), waarbij de carrosserie gebaseerd is op de moderne bouwvorm van de Düwag-Eenheidswagen. De wagens werden tussen 1956 en 1958 geleverd. De inzet van de Tw 260 kwam na de uitlevering van de N8C wagens ten einde. Ze werd op 25 oktober 1981 terzijde gesteld en in 1983 aan het Hannovers Trammuseum gegeven, waarbij het tegenwoordig, in zeer slechte toestand, aanwezig is. Ook enkele wagens van de serie 261-288 kon na de indiensttreding van de N8C uitgerangeerd worden. De overige ongeveer 20 wagens van dit type werden nog eenmaal gemoderniseerd en tot 1986-1987 en 1990-1991 in de diensten gebruikt.
De wagen 269 bevindt zich in het Hannovers Trammuseum in Wehmingen, Tw 273 is nog bij de Kasseler Verkehrs-Gesellschaft aanwezig alleen niet bedrijfsvaardig. De Tw 282 bevindt zich in Nederland. Tien wagens ontving in 1990-1991 het openbaarvervoerbedrijf van Gorzów Wielkopolski in Polen. Met uitzondering van de Tw 270, die naar de Tramvrienden in Warschau ging, zijn alle wagens gesloopt.

#### 301-317, 351-366, 563-573, 575,576 (GT 6)

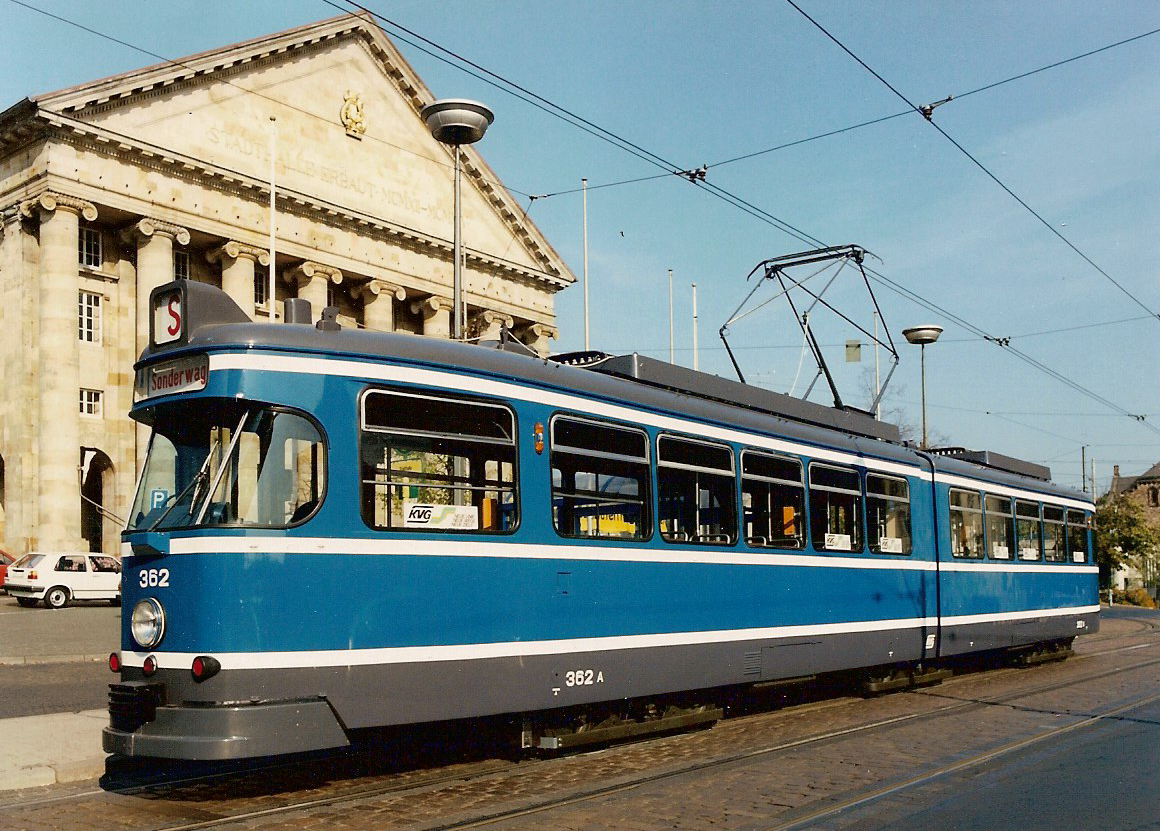
Wegmann-tramwagen 362 uit 1970

Midden jaren 60 kreeg de "Arbeitsgemeinschaft der Kasseler Waggonindustrie" (een coöperatie van Wegmann en Credé) de opdracht voor de levering van nieuwe trams. De trams zijn wezenlijk gelijk aan de in 1956 door Düwag gebouwde gelede trams en werden onder licentie gebouwd.
Door Wegmann werd in twee fases geleverd, namelijk de 301-314 in 1966 en de 315-317 in 1970. De Tw 304 en 314-317 hadden aan de achterzijde een Scharfenbergkoppeling, zodat er ook met bijwagens gereden kon worden. Deze werden vrij snel weer gedemonteerd. De Tw 301-304 zijn afwijkend van andere wagens doordat zij met een Simatic-stuurschakeling zijn geleverd, die ze tot het einde gehouden hebben.
Credé leverde in 1966-1967 zeven zesassige eenrichtingswagens type GT 6 (351-357, geleverd als 315-321). Deze wagens hadden de typische PCC-kop die vele Düwags wagens in heel Duitsland hadden. Er werd een verdere partij van eenrichtingstrams geleverd door Wegmann in 1971. De negen wagens (358-366) hadden in tegenstellen tot de Credé-serie een slanker front en een panoramische voorruit, die in Kassel het nummer 301-317 kregen.

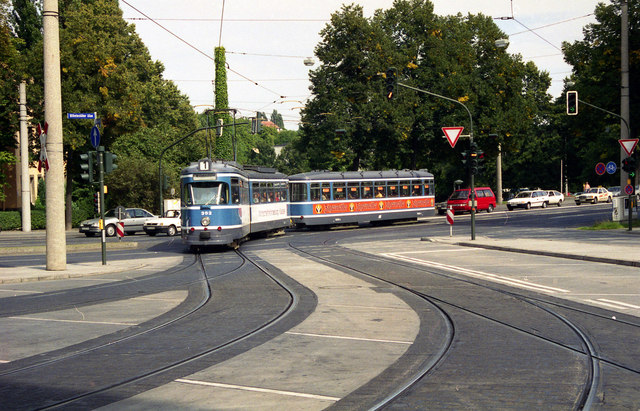
Tram met bijwagen van de KVG in 1995

Bij de 16 eenrichtingstrams werden elf vierassige bijwagens aangeschaft (563-573). De eerste vijf wagens werden in 1967 nog door Credé geleverd, kort voordat de productie werd stilgelegd. De overige bijwagens kwam in 1971 van Wegmann. In 1986 werden drie gebruikte L-bijwagens uit Frankfurt am Main overgenomen. Twee gingen als Bw 575 en 576 in dient, de derde diende als plukstel.

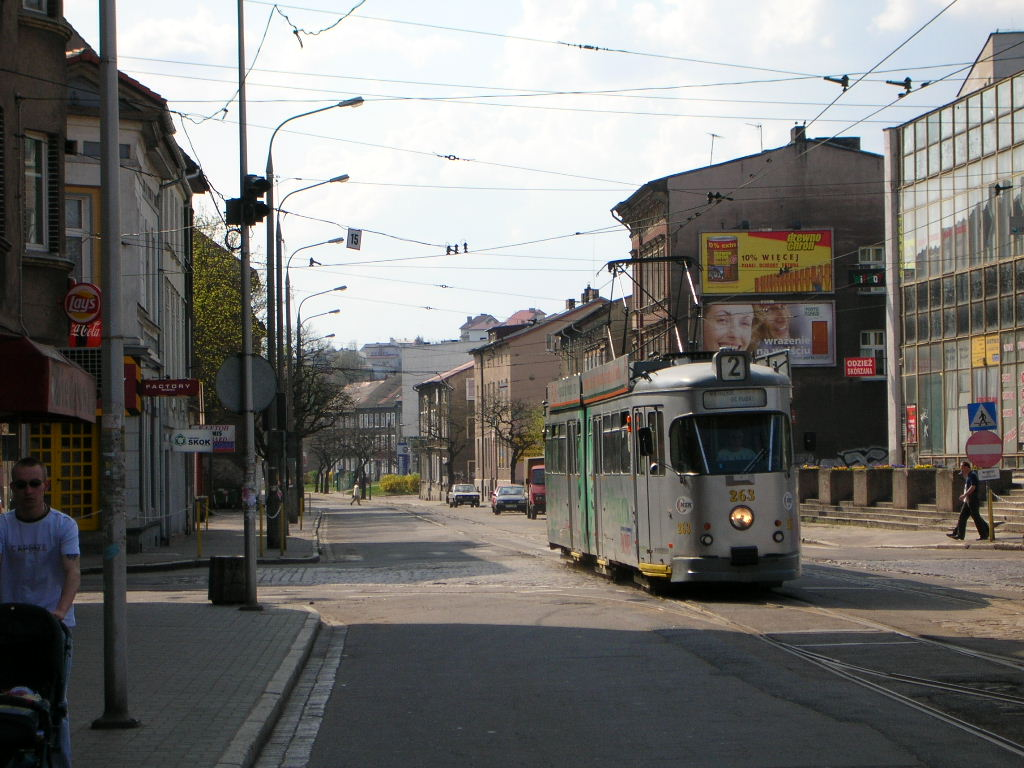
Een wagen uit Kassel in het Poolse Gorzów Wielkopolski (2005)

De tweerichtingswagens 301-317 kon na de ingebruikname van de eerste 8NGTW in 1999 terzijde gesteld worden. Vele wagens werden aan Gorzów in verkocht of gesloopt.
De eenrichtingwagens 351-366 konden eveneens eind jaren 90 terzijde gesteld worden, maar werden nog wel bedrijfsvaardig gehouden omdat men nog niet wist of de overgebleven wagens voldoende waren voor de uitbreiding van de Lossetalstrecke (2001). Zo werden de Tw 354 en 355 evenals de bijwagens 563 en 569 in 2001 weer in gebruik genomen. Het definitieve einde voor deze wagens was eind 2003. Ook vele eenrichtingswagens (zonder bijwagen) gingen naar Gorzów. Eén eenrichtingswagen samen met een bijwagen werden in Kassel als toekomstig museumtram bewaard (Tw 355 + Bw 569). Eén tweerichtingswagen (317) werd als spooronderhoudswagen omgebouwd en een ander (316) werd terzijde gesteld.

## Actuele netwerk

### Tramnetwerk

Ontwikkeling van het tramnetwerk in het stadscentrum van Kassel

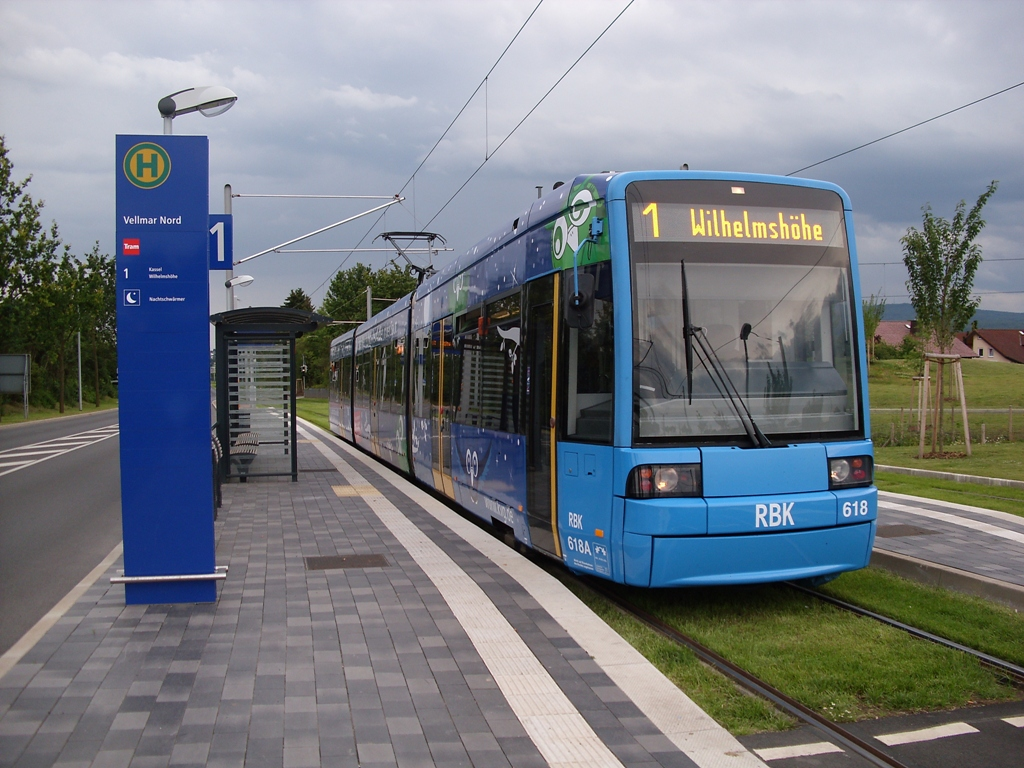
Tram bij de eindhalte Vellmar Nord (2012)

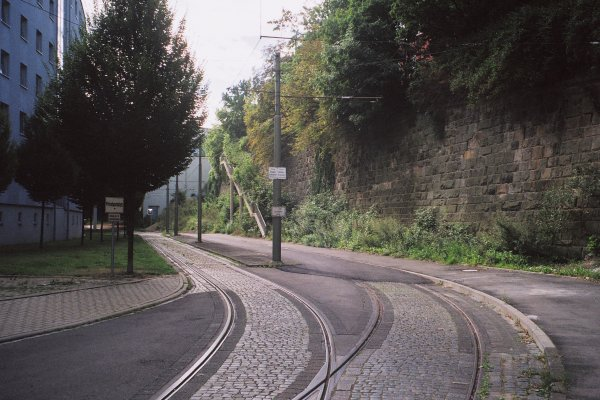
Niet meer frequent gebruikte halte in de keerlus Polizeipräsidium. Het linkse spoor leidde naar zowel richting Am Stern als naar de oude tunnel. Het rechter, geasfalteerde, tramspoor alleen in de richting van Am Stern. Rechtsboven licht het Hauptbahnhof. (2008)

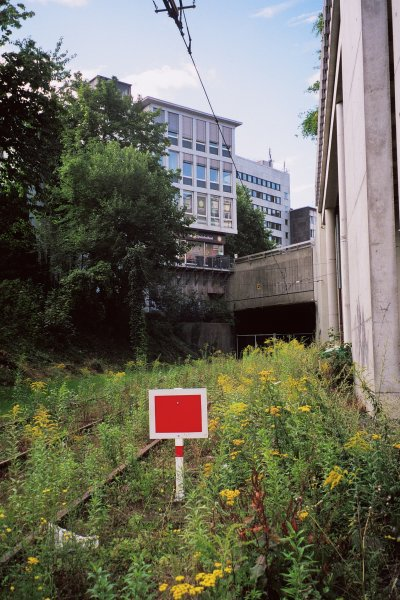
Oude noordelijke toegang van de tunnel onder het stationsplein (2008)

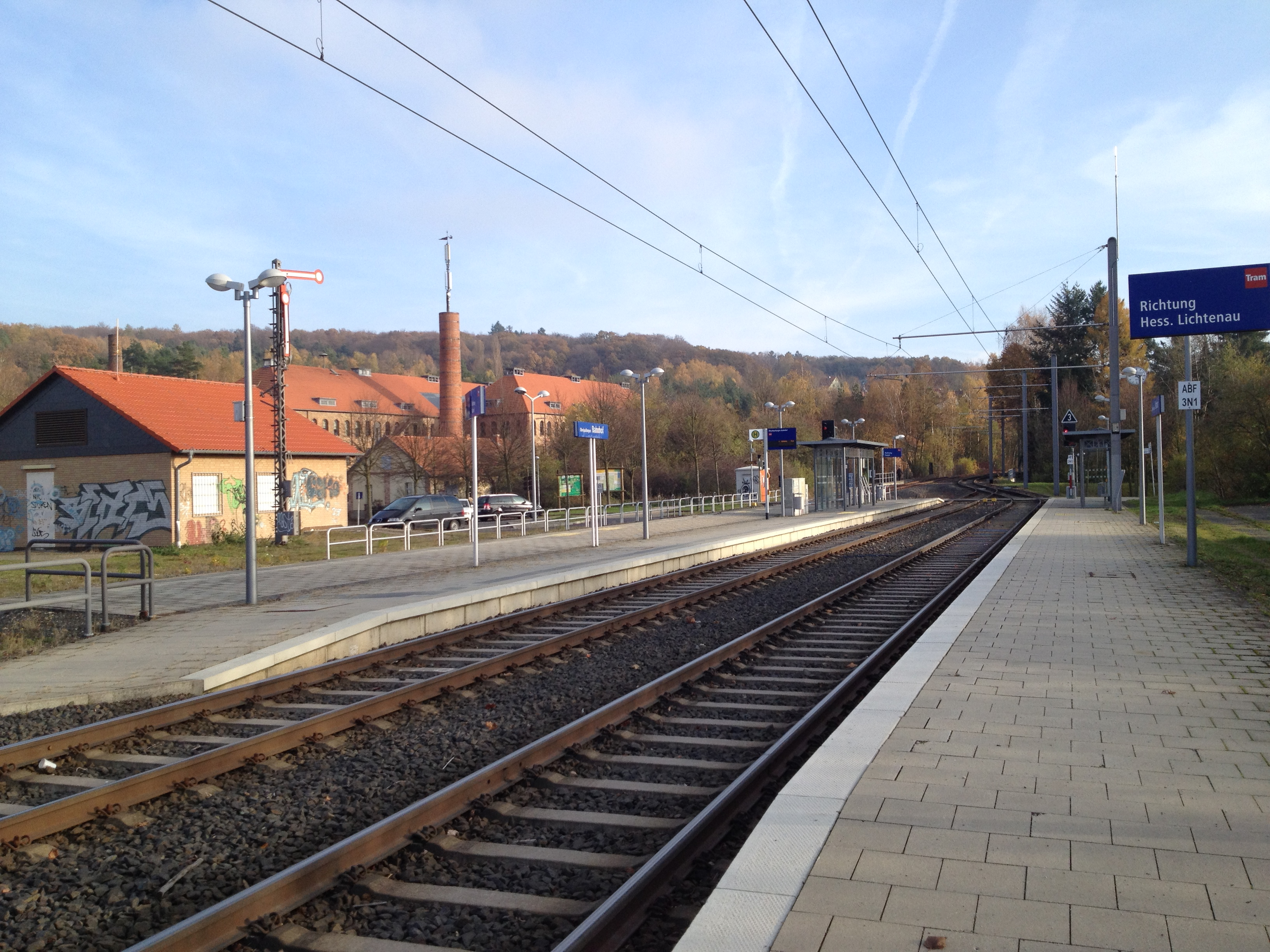
Station Oberkaufungen (2013)

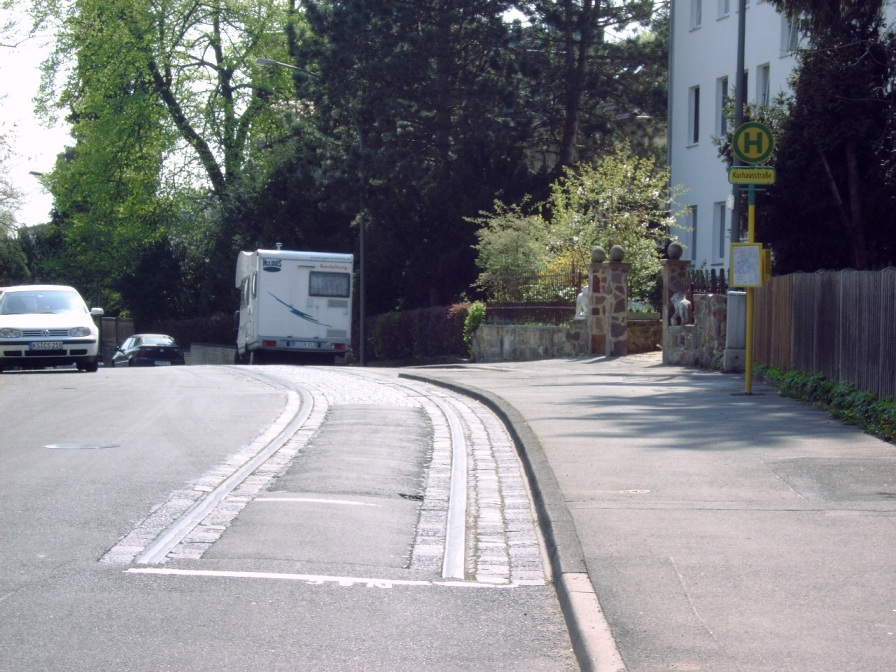
Einde van de stilgelegde lijn in de Kurhausstraße (2006)

Door de voetgangerszone in de Königsstraße en noordwestelijk daarvan voorbij bevindt zich de Binnenstadring (Innenstadtring).
De dubbelsporige Binnenstadring begint bij het kruispunt "Am Stern, volgt vervolgens de Unteren en Oberen Königsstraße door de voetgangerszone tot het kruispunt bij het Rathaus. Vanaf hier gaat het via de Fünffensterstraße tot de spoordriehoek bij de Ständeplatz en verder naar de spoordriehoek verder bij de Scheidemannplatz. Tegenwoordig takt hier de spoorlijn van de RegioTram af richting het Hauptbahnhof. Deze loopt direct na de afsplitsing in de Kurfürstenstraße via een helling naar een tunnel die onder het stationsplein en stationsgebouw doorloopt. Vanaf de Scheidemannplatz loopt de lijn over de Rudolf-Schwander-Straße naar de Lutherplatz en volgt vervolgens de Lutherstraße weer richting het kruispunt "Am Stern".
Hierop sluit vanaf het noordwesten gezien met de klok mee de volgende spoorlijn aan:
- Grüner Weg - Keerlus Ottostraße: zonder tramverkeer

De spoorlijn begint dubbelsporig vanaf de Lutherplatz en kan alleen in de richting van/naar "Am Stern" bereikt worden. Via de Grünen Weg langs de voormalige halte "Erzbergerstraße" loopt de lijn tot het begin van de Reuterstraße. Vanaf hier liep de lijn tot 2005 in de in 1968 geopende tunnel onder het stationsplein van het Hauptbahnhof met de halte "U-Bahnhof Hauptbahnhof". Dit trajectdeel werd ook wel "Duitslands lelijkste metro" genoemd. Door het verlies van langeafstandsverkeer naar het Hauptbahnhof in 1991 verloor dit tracéverloop zijn betekenis. Ook voor omleidingen was de lijn door de langere reistijd via de Königsstraße ongeschikt. Daardoor en door de lage frequentie van lijn 7 verweesde en verwaarloosde dit trajectdeel steeds meer, en in 2005 werd na de bouw van de alternatieve lijn via de Rudolf-Schwander-Straße dit trajectdeel gesloten.
De groot aanlegde keerlus Ottostraße kon tot 2005 via zowel het tunneltraject onder het station als ook via de Lutherplatz bereden worden. De lijn verloopt enkelsporig door de Grünen Weg en buigt dan af de Ottostraße in. Het zijspoor bij de eindhalte "Ottostraße" (ondertussen in "Polizeipräsidium" hernoemd) is onder het asfalt verdwenen, in 2016 werd het asfalt weer weggehaald. Vervolgens sluit het spoor aan op de lijn die vanuit de tunnel komt. Tot 2005 was het ook mogelijk om vanaf hier de tunnel in te rijden. De halte "Ottostraße" was via een trap vanaf de noorduitgang van het Hauptbahnhof te bereiken, deze trap raakte sterk overwoekerd en is later weggehaald. Op steenworpafstand is er een ander voetpad die het hoogteverschil overbrugt.
- Rothenditmold: stilgelegd bij de nieuwe dienstregeling op 25 september 1971, als laatst door gebruikt door lijn 7.

De lijn begon bij een spoordriehoek nabij de halte "Erzbergerstraße". Via de Reuterstraße en de Wolfhager Straße liep de lijn, hoofdzakelijk enkelspoor, door het stadsdeel Rothenditmold. Eindhalte was een keerdriehoek bij het einde van de Wolfhager Straße / Engelhardstraße. Bij het verkeersplein tussen de Reuterstraße en de Grünen Weg bevindt zich nog een klein dubbelsporig trajectdeel van deze lijn.
- Holländische Straße - Vellmar Nord: Lijnen 1, 5, RT1 en RT4

De lijn begint aan de Binnenstadring bij de halte "Am Stern" en volgt de gehele lengte van de Holländische Straße via een vrijliggende trambaan in de middenberm. Bij de halte "Holländischer Platz/Universität" bevindt zich een voorsorteerwissel (een wissel die al voor de halte ligt waardoor sneller de halte verlaten kan worden in meerdere richtingen), die eindigt op een doodlopende aftakking. Deze ontstond eind jaren '90 in kader van een herinrichting van de halte als voorbouw voor een keerlus bij de centrale campus van de Universiteit Kassel. Hierdoor zou de frequentie verhoogd kunnen worden tussen Stern en Holländische Platz, om de grote studentenstroom naar de universiteit te bedienen. Voor de keerlus was uiteindelijk geen politieke meerderheid in de gemeenteraad waardoor deze er niet is gekomen.
Kort voor de stadsgrens bevindt zich de halte "Holländische Straße" met een dubbelsporige keerlus, waar lijn 5 eindigt. Hier is er aansluiting op de buslijnen 19, 28 en 44 richting KS-Harleshausen, KS-Philippinenhof/Warteberg en Vellmar-West evenals snelbuslijn 100 naar Flughafen Kassel-Calden. Sinds 23 oktober 2011 sluit hier de nieuwe lijn 1 naar Vellmar Nord aan, langs de route van de voormalige buslijn 45. De bouw begon in augustus 2008. De lijn volgt hier weer de Holländische Straße in de middenberm, maar dan links rijdend om een eilandperron bij de haltes te krijgen. Dit is in Duitsland een unieke situatie en komt ook weinig voor in de rest van de wereld, een voorbeeld is de trolleybus van Merida. Het tracé verlaat de Bundesstraße 7 via de Brüder-Grimm-Straße. De lijn verloopt kort enkelsporig (strengelspoor) bij de halte "Stadtmitte" en vervolgens richting het noorden van Vellmar naar een keerlus op het einde. Hier bestaat er aansluiting op de bus 47 richting Flughafen Kassel-Calden via Espenau, Wilhelmsthal en Calden.
- Weserstraße - (Klinikum Kassel) - Ihringshäuser Straße: Lijnen 3 en 7

Het traject begint aan de Binnenstadring bij de halte "Am Stern" en takt bij het "Altmarkt" van de lijn naar Hessisch Lichtenau af. Bij de halte "Weserspitze" takt de lijn naar Wolfsanger in de Fuldatalstraße af en het traject buigt zich na een kort traject af in de Ihringhäuser Straße. Eén lijn takt naar links in de Mittelring af en volgt dan de Mönchebergstraße naar het ziekenhuis (Klinikum). Vervolgens komt de lijn van het ziekenhuis via de Eisenschmiede weer uit op de doorgaande lijn in de Ihringshäuser Straße.
Voor het eindstation bevindt zich een rijrichtingswissel, zodat de keerlus met de klok mee bereden kan worden. Hier bestaat aansluiting met bussen naar Vellmar, Fuldatal, Hann. Münden en Immenhausen-Holzhausen evenals stadsbussen in de wijken Bossental en Hasenhecke. Het doorgaande traject is volledig dubbelspoor en verloopt via een eigen trambaan, het traject naar het ziekenhuis is enkelsporig met passeersporen bij de halte "Klinikum" en ligt in het midden van de straat. Vanuit het ziekenhuis komend bestaat er in de Eisenschmiede een verbinding terug de stad in, maar deze wordt niet door een lijndienst gebruikt.
Al jaren wordt er over een verlenging naar Fuldatal-Ihringshausen gediscussieerd. Na de uitbreiding van de B3 is er ruimte voor een tramlijn, maar Fuldatal heeft de voorkeur voor een RegioTram-lijn via de spoorlijn Kassel - Göttingen.
- Wolfsanger: Lijn 6

De spoorlijn takt bij de halte "Weserspitze" van de lijn naar de Ihringshäuser Straße af. In 2006 begon de herinrichting van de Fuldatalstraße, die in de zomer van 2007 afgerond werd. Sindsdien is de lijn tot de halte "Wolfsgraben" dubbelsporig. Het overige trajectdeel is enkelsporig en eindigt op een kopspoor bij de halte "Wolfsanger", waardoor tweerichtingstrams noodzakelijk zijn. Na het stilleggen van de lijn naar Rothenditmold stond ook dit traject op de nominatie van sluiten. Lang werd er ook over een verlenging via de Fulda naar Niestetal nagedacht. Door een bouw van een brug over de Fulda zou dit mogelijk maken.

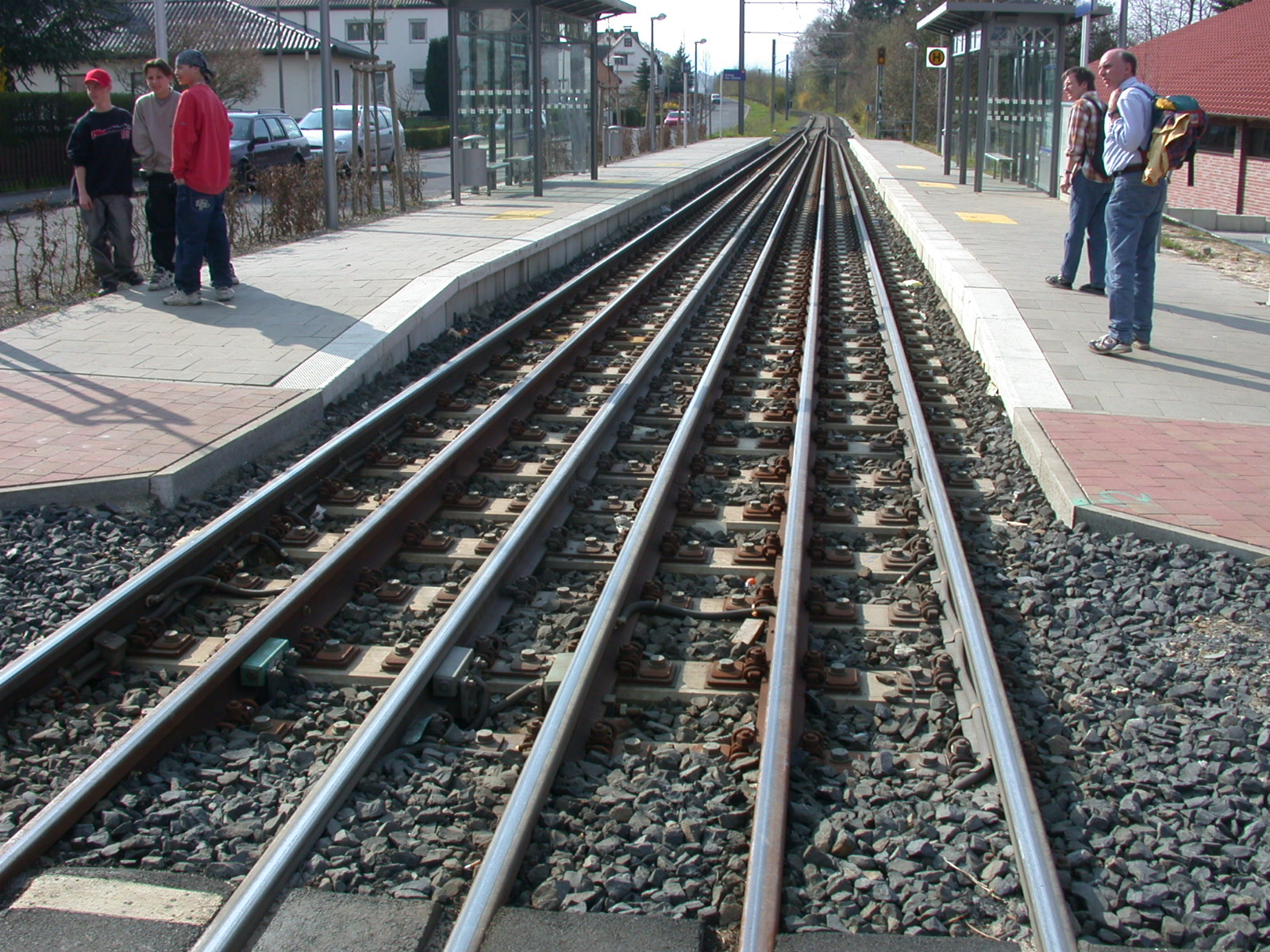
Strengelspoor in Kaufungen op de lijn naar Hessisch Lichtenau (2006)

- Leipziger Straße - Kaufungen - Helsa - Hessisch Lichtenau: Lijnen 4 en 8

Het traject begint aan de Binnenstadring bij de halte "Am Stern". Na de volgende halte "Altmarkt" takt de lijn naar Ihringshäuser Straße en Wolfsanger af. De lijn gaat vervolgens over de Fulda en is hiermee de enige tramlijn rechts van de Fulda. Vervolgens worden de pleinen Unterneustädter Kirchplatz en Platz der Deutschen Einheit (Großer Kreisel) doorkruist. Bij de Halte "Sandershäuser Straße" bevindt zich sinds 2001 een onderhoudsbedrijf met een dubbelsporige toegang vanaf beide richtingen. De spoordriehoek werd doorkruist door een aansluitingsspoor van de Kasseler Fuldahafen. Tot hier heeft de lijn een eigen dubbelsporige trambaan. Tot de "Leipziger Platz" wordt aansluitend een deel van de weg gebruikt. Bij de "Leipziger Platz" was tot 2006 ook een keerlus, die door de kleine boogstraal niet meer door de nieuwe trams gebruikt kon worden. Bovendien werd de lus vaak door geparkeerde auto's geblokkeerd. Als vervanger werd ongeveer 200 meter verder een nieuwe keerlus "Leipziger Straße" aangelegd. Vanaf de Leipziger Platz heeft de lijn weer een eigen trambaan. De dubbelsporige uitbreiding van het trajectdeel vanaf de Leipziger Platz richting Lindenberg kwam in 2000 gereed. Bij de halte "Lindenberg" kon later een zijlijn naar Lohfelden worden gerealiseerd. Hier bevond zich tot 2000 een keerlus bij de eindhalte van het voormalige tracé. De lijn voert sindsdien verder tot de halte en keerlus "Kaufungen-Papierfabrik". Daarna voegt de tramlijn in op een spoorlijn (Waldkappeler Bahn), die alleen door materieel van de serie 600 en 700 bereden kunnen worden.
De lijn is vanaf hier nog deels dubbelsporig en bij een aantal haltes is er strengelspoor. Tussen de haltes "Niederkaufungen Bahnhof" en "Oberkaufungen Bahnhof" zijn er twee alternatieve tracés: als tram elektrisch door Kaufungen of als trein zonder bovenleiding langs de stad. In Hessisch Lichtenau takt de tramlijn van de spoorlijn af en eindigt in de stad. Keermogelijkheden zijn er in Helsa en in Hessisch Lichtenau als keerlussen en in Oberkaufungen als kopspoor.
In Oberkaufungen is er aansluiting op de bus naar Nieste, in Helsa naar Großalmerode en in Hessisch Lichtenau naar Eschwege.
- Oberzwehren: Lijnen 4, 5, 6, (7) en RT5

Begin aan de Binnenstadring bij de halte "Rathaus" en volgt de Frankfurter Straße en Altenbaunaer Straße tot Oberzwehren. De lijn is dubbelsporig met een eigen trambaan in de middenberm tot kort voor de halte "Keilsbergstraße", daarna loopt er geen straat mee. Bij het Auestadion is er een keerlus die van beide richtingen te bereiken is. In de keerlus is er een halte geïntegreerd die alleen bij grote evenementen in het Auestadion of de IJssporthal bediend wordt. Verder bevindt zich kort na de halte "Auestadion" tussen de rijbanen van toevoersnelweg naar de A49 twee kopsporen, die door het RegioTram-materieel wordt gebruikt om te keren. Bij de halte "Oberzwehren Mitte" bestaat er een spoordriehoek met richtingen naar station Wilhelmshöhe en naar Baunatal/Mattenberg.
- van Oberzwehren verder naar Baunatal-Großenritte: Lijnen 5 en (7)

De lijnen loopt alleen richting de halte "Mattenberg", waar de lijnen 4, (5) en (7) eindigen. Hier takt ook de oude lijn naar de VW-fabriek af. De tramlijn volgt de Altenbaunaer Straße in de zijberm tot de halte "Baunsberg". Vanaf hier wordt de lijn enkelsporig en gaat over in een spoorlijn. Na de halte "VW-Werk" voegt de lijn in op de spoorlijn Kassel - Baunatal - Schauenburg - Naumburg. Bij de haltes "Kleingartenverein" en "Stadtmitte" zijn er passeersporen. Bij de halte "Stadtmitte" is er een overstapmogelijkheid op bussen.
Na twee verdere stations eindigt de tramlijn in een keerlus bij "Bahnhof Großenritte". Doordat de rijtijd tussen het station "Stadtmitte" en "Großenritte" circa vier minuten bedraagt, is in beide richtingen elk kwartier een tram niet mogelijk. Om toch elk kwartier een tram te laten rijden, stopt in de spits lijn 7 alleen op de tussengelegen haltes in de spitsrichting.
- van Mattenberg verder naar Baunatal (VW-Werk): Lijn (5)

Deze lijn werd in februari 1941 geopend. De lijn eindigt bij de VW-fabriek (VW-Werk) in Baunatal. Tussen Mattenberg en de VW-Werk bevindt zich nog de halte "Schenkelsberg". De lijn is volledig dubbelsporig en heeft een eigen trambaan. Tegenwoordig wordt de lijn nog door enkele trams gebruikt, overwegend om de eindhalte Mattenberg te ontlasten.
- Wilhelmshöher Allee: Lijnen 1 en 3 naar station Wilhelmshöhe

De lijn was de eerste tramlijn die in Kassel was geopend. De lijn is dubbelsporig op een eigen trambaan.
- Friedrich-Ebert-Straße: Lijn 4 (doorgaand tot station Wilhelmshöhe), lijn 7 (tot de verbindingslijn Goethestraße), lijn 8 (tot Bebelplatz)
- Goethestraße: Lijn 7

De lijn takt van de binnenstad komende lijn Friedrich-Ebert-Straße af, direct na de halte "Annastraße". De lijn volgt de Goethestraße, aansluitend de Germaniastraße en mondt uit op de Wehlheider Platz op de lijn in de Wilhelmshöher Allee richting station Wilhelmshöhe, net voor de halte "Kirchweg". Het traject heeft maar één halte bij het kruispunt Goethestraße - Querallee. Het belang van deze verbinding leek in de jaren '90 te verdwijnen. Nadat de Rathauskruising gerenoveerd werd, werd het mogelijk om vanaf de Wilhelmshöher Allee via de Binnenstadring naar de Lutherplatz en het Hauptbahnhof te rijden. De gevreesde stillegging kon men nog voorkomen. In 2011 werd de Goethestraße en Germaniastraße gerenoveerd, daarbij werd de straat volgens het historische straatbeeld heringericht. Het weg- en tramverkeer werd naar de zuidzijde van de straat geschoven, waardoor er aan de noordzijde een voetgangerspromenade ontstond.
- Friedrich-Ebert-Straße - Hessenschanze: Lijn 8

De lijn begint bij de Bebelplatz en volgt vervolgens de Kirchweg en de Aschrottstraße. Daarna loopt de lijn langs de Breitscheidstraße en in een verder verloop door de Gilsastraße tot de Teichstraße. Tot de halte "Teichstraße" is de lijn dubbelsporig, daarna zijn er nog bij de haltes "Kirche Kirchditmold" en "Riedwiesen" passeersporen. Tussen de haltes "Teichstraße" en "Kirche Kirchditmold" bevindt zich het steilste traject van de Kasselse tram, met een maximale hellingsgraad van 7%. Vanaf de halte "Kirche Kirchditmold" volgt de lijn de Schanzenstraße tot de enkelsporige keerlus "Hessenschanze". De keerlus is in de zomer van 2004 grondig vernieuwd. Daarbij werd het tweede spoor verwijderd.
- Bedrijfslijn Kattenstraße

Het enkelsporige lijn takt van de Friedrich-Ebert-Straße bij de halte "Kongress-Palais/Stadthalle" af en draait de Kattenstraße in. Het inrijden vanuit de Friedrich-Ebert-Straße is uit beide richtingen mogelijk. De lijn volgt de Kattenstraße tot het kruispunt met de Kirchweg en komt op de lijn uit de stad richting Hessenschanze. Trams vanuit de Hessenschanze is sinds het verwijderen van de wissels sinds oktober 2010 niet meer mogelijk. De bedrijfslijn Kattenstraße wordt overwegend in de vroege ochtend gebruikt door trams die vanaf het onderhoudsbedrijf in Wilhelmshöhe komen en de rit beginnen in de Hessenschanze als lijn 8. Daarnaast wordt de lijn ook gebruikt als keer- en opstelmogelijkheid bij evenementen in de Stadthalle of bij verstoringen van de lijn richting Hessenschanze.
Vanaf station Wilhelmshöhe zijn er nog lijnen verder naar het westen en zuiden.
- Wilhelmshöhe: Lijn 1

Bij de halte "Hessischer Rundfunk" bevindt zich het onderhoudsbedrijf Wilhelmshöhe. Hier is onder andere de hoofdwerkplaats en een grote opstelhal beschikbaar.'
- Keerlus Rolandstraße: lijn 7

Net buiten station Wilhelmshöhe is er een grote keerlus die gebruik maakt van de straten Landgraf-Karl-Straße, Friedrich-Naumann-Straße, Rolandstraße en Wilhelmshöher Allee. Deze enkelsporige lijn is alleen vanaf het station Wilhelmshöhe te gebruiken. In de keerlus bevindt zich ook de halte "Rolandstraße" en wordt alleen gebruikt door lijn 7.
- Druseltal: Lijn 3

De lijn ligt over de gehele lengte in de straat en is volledig dubbelsporig. Bij de halte "Brabanter Straße" takte er tot 1994 een enkelsporige zijlijn af de Kurhausstraße in, die daar eindigde bij een halte op een kopspoor. Deze verbinding wordt tegenwoordig door Bergparkbus (lijn 23) gereden, die verder naar Wilhelmshöhe rijdt. De keerlus Druseltal werd in 1991 nieuw gebouwd, doordat zich bij de toenmalige eindhalte een aantal ongevallen zijn gebeurd. Sindsdien kunnen ook eenrichtingstrams de eindhalte Druseltal bereiken.
Bij de eindhalte is er aansluiting met bussen naar Brasselsberg/Nordshausen en naar Herkules. Er wordt overwogen om de lijn naar Herkules te vervangen door een tram, om zo het belangrijkste trajectdeel van de Herkulesbahn te reactiveren, maar dan normaalspoor.
- Brückenhof: Lijn 4, 6 en (7)

De lijn werd tussen 1992 en 1998 geopend. Vroeger reden hier de buslijnen 20 en 21. De lijn is volledig dubbelsporig en heeft grotendeels een eigen trambaan. De kruisingen hebben geen slagbomen, bij twee kruispunten heeft de tram geen voorrang. Bij de halte "Schulzentrum Brückenhof" is er een keerlus voor tramverkeer uit het zuiden. Deze werd gebouwd als vervanger voor een eveneens vanuit het zuiden te bereiken zijlijn naar Nordshausen, die niet gerealiseerd werd. Hiervoor rijdt tegenwoordig buslijn 12. Twee haltes verder eindigt de lijn op een spoordriehoek met de lijn tussen de binnenstad en Mattenberg/Baunatal.

### RegioTram-netwerk

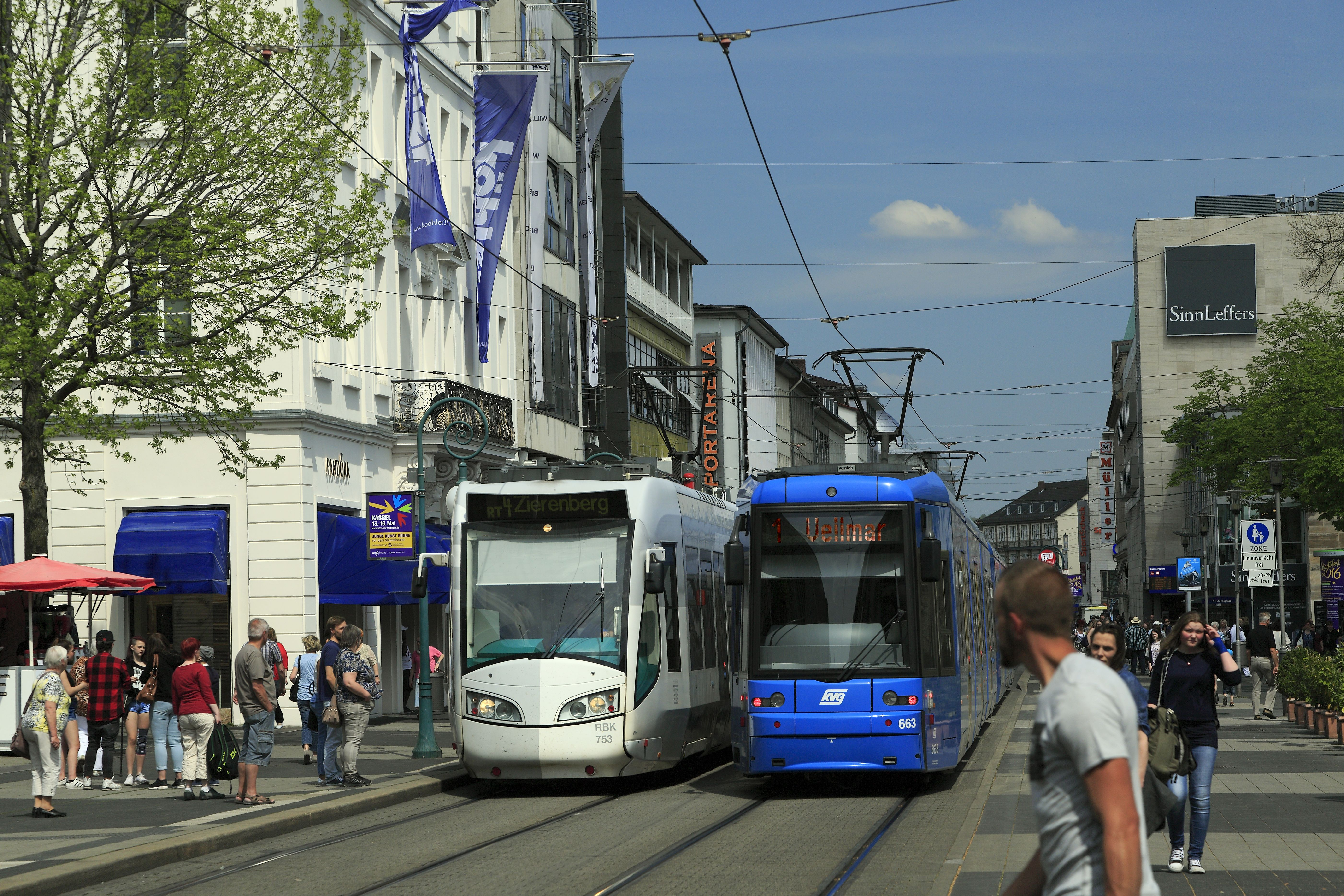
RegioTram (links) en stadstram (rechts)

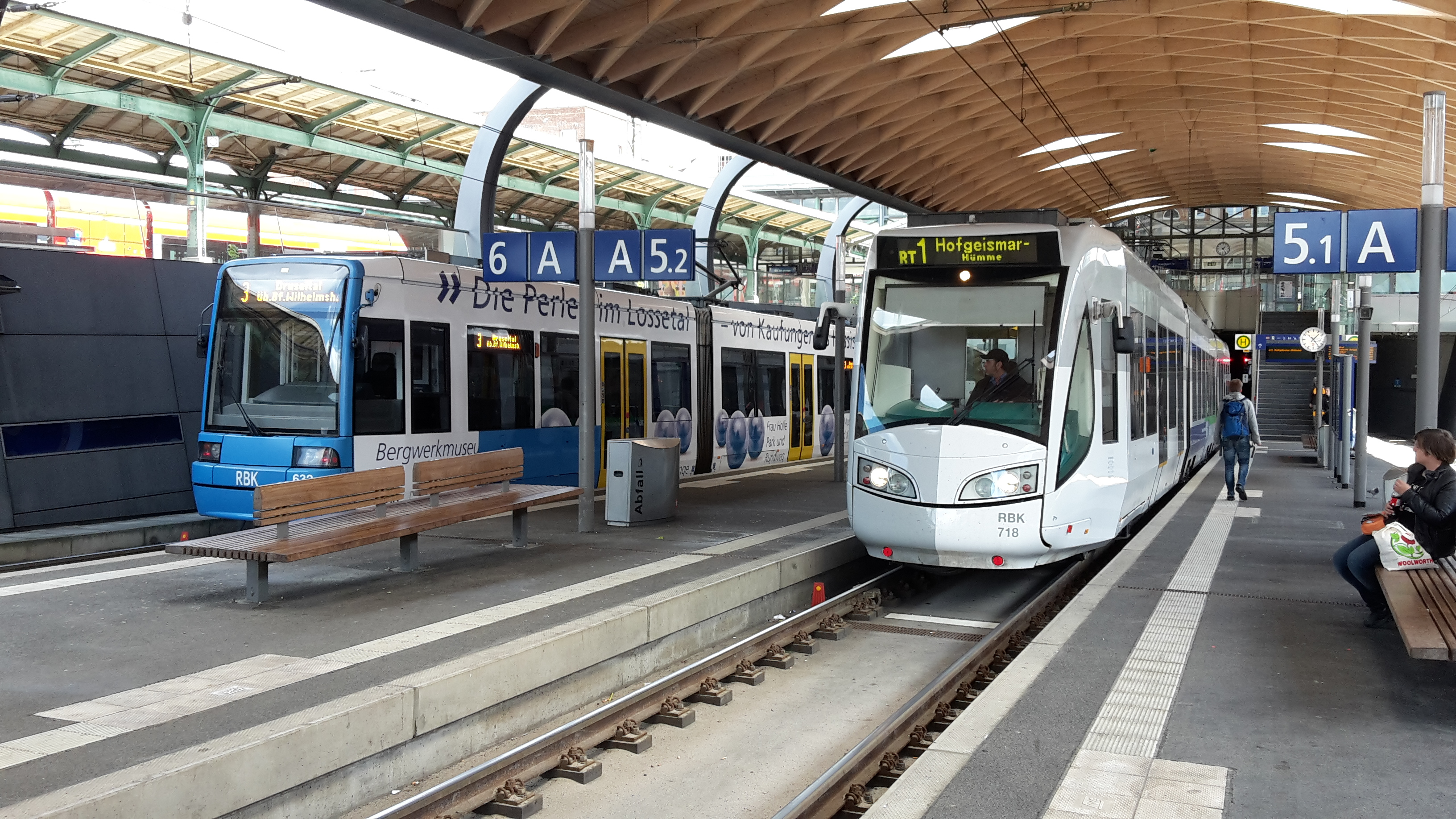
Stadstram (links) en RegioTram (rechts)

Over het tramnetwerk rijden er ook RegioTrams de omgeving van Kassel in. Hierbij wordt gebruikgemaakt van bestaande spoorlijnen. In totaal zijn er drie RegioTram-lijnen in de richting van Hofgeismar, Wolfhagen, Melsungen. In Kassel Hauptbahnhof gaat de tramlijn over in de spoorlijn. Het station heeft drie perronsporen voor de RegioTram. De tramsporen liggen lager dan de overige treinsporen doordat deze direct aansluiten op de tunnel onder het stationsgebouw en stationsplein. De tunnel komt uit in de Kurfürstenstraße en sluit aan op de Binnenstadring.
- Kassel - Hofgeismar-Hümme: Lijn RT1

RegioTram RT1 maakt gebruik van de spoorlijn Kassel - Warburg tussen Kassel Hauptbahnhof en Hofgeismar-Hümme. Tussen Vellmar-Obervellmar en Kassel Hauptbahnhof wordt over de Harleshäuser Kurve gereden. Op dit traject rijden naast de RegioTrams ook Regional-Express- en Intercity-treinen. Tot december 2013 reden er enkele treinen aan de randen van de dag naar Warburg. Met de nieuwe dienstregeling van 2016 werd het lijnnummer RT3 omgenummerd naar RT1. Het volledige traject is dubbelsporig en volledig geëlektrificeerd.
- Kassel - Wolfhagen: Lijn RT4

RegioTram RT4 maakt gebruik van de spoorlijn Volkmarsen - Obervellmar tussen Wolfhagen en Vellmar-Obervellmar. Dit traject is het enige traject dat niet geëlektrificeerd is. Daarnaast is de lijn grotendeels enkelsporig en in een aantal stations zijn er passeersporen. Op deze spoorlijn rijden naast de RegioTrams ook regionale treinen van de Kurhessenbahn in de richting van Korbach. Tussen Vellmar-Obervellmar en Kassel Hbf maakt RT4 net als RT1 gebruik van de Harleshäuser Kurve.
- Kassel - Melsungen: Lijn RT5

RegioTram RT5 maakt gebruik van de spoorlijn Bebra - Kassel tussen Kassel Hbf en Melsungen. Op dit traject rijden naast RegioTrams ook regionale treinen naar Fulda en Intercity's naar Eisenach. Het traject is volledig dubbelsporig en geëlektrificeerd.

### Actuele lijnennet
| Lijnen | Route | Opmerkingen |
| ------ | --- | --- |
| 1      | Wilhelmshöhe – Bf. Wilhelmshöhe – Wilhelmshöher Allee – Königsplatz – Holländische Straße – Vellmar Nord                                                       | |
| 3      | Druseltal – Bf. Wilhelmshöhe – Wilhelmshöher Allee – Königsplatz – Weserspitze - Ihringshäuser Straße                                                          | |
| 4      | Mattenberg – Helleböhn – Bf. Wilhelmshöhe – Stadthalle - Bebelplatz – Königsplatz – Bettenhausen – Kaufungen – Helsa – Hessisch Lichtenau                      | tussendiensten tot Kaufungen en Helsa                                                                                      |
| 5      | Baunatal – / (VW-Werk Schleife –) Mattenberg – Auestadion (-> Scheidemannplatz) – Königsplatz – Holländische Straße                                            | |
| 6      | Brückenhof – Auestadion – Königsplatz – Weserspitze - Wolfsanger                                                                                               | niet op stille tijden (avond na 20.00 uur en zondagochtend), pendelbuslijn 26 naar Wolfsanger sluit dan aan op lijn 3 en 7 |
| 7      | (Baunatal – Mattenberg – Helleböhn -) Bf. Wilhelmshöhe – Goethestraße – Lutherplatz – (5/7 Königsplatz) – Weserspitze - Klinikum Kassel - Ihringshäuser Straße | alleen in spits naar Baunatal                                                                                              |
| 8      | Hessenschanze – Teichstraße - Bebelplatz – Königsplatz – Bettenhausen – Kaufungen-Papierfabrik                                                                 | |
| RT1    | Hofgeismar-Hümme – Immenhausen – Vellmar – Kassel Hbf – Königsplatz – Holländische Straße                                                                      | |
| RT4    | Wolfhagen – Zierenberg – Ahnatal – Vellmar – Kassel Hbf – Königsplatz – Holländische Straße                                                                    | tussendiensten tot Zierenberg                                                                                              |
| RT5    | Melsungen - Guxhagen – Baunatal – Kassel-Wilhelmshöhe – Kassel Hbf – Rathaus/Fünffensterstraße – Auestadion                                                    | |

## Ontwikkeling lijnennet

### 1877–1950

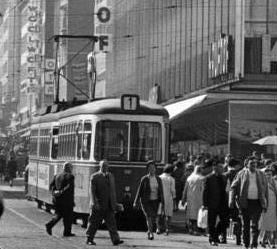
Lijn 1 op 24 september 1969 bij de halte Oberen Königsstraße (2011)

Op 9 juli 1877 werd tussen Wilhelmshöhe en Königsplatz een stoomtram geopend.
In de volgende 25 jaar werden er nog een aantal paardentramlijnen geopend: (huidige plaats- en straatnamen)
- van Kirchweg via Friedrich-Ebert-Straße naar Hauptbahnhof;
- van Hauptbahnhof via Leipziger Straße naar Bettenhausen;
- van Hauptbahnhof naar de Holländische Straße.

Vanaf 1898 werd het netwerk geëlektrificeerd.
| Lijnen | Route                                                                      |
| ------ | -------------------------------------------------------------------------- |
| 1      | Wilhelmshöhe – Bf Wilhelmshöhe – Wilhelmshöher Allee – Königsplatz         |
| 2      | Wilhelmshöhe – Stadthalle – Hauptbahnhof – Wolfsanger                      |
| 3      | Kirchweg – Hauptbahnhof – Leipziger Platz                                  |
| 4      | Kirchweg – Friedrich-Ebert-Straße – Staatstheater – Leipziger Platz        |
| 5      | Mulang – Stadthalle – Kölnische Straße – Königsplatz – Holländische Straße |
| 6      | Stadthalle – Rathaus – Königsplatz – Hauptfriedhof                         |
| 7      | Aue Stadion – Rathaus – Rothenditmold                                      |
| 8      | Aue Stadion – Königsplatz – Kölnische Straße – Hauptbahnhof                |

Later, tot 1915, volgden er lijnen naar Kirchditmold (Hessenschanze), naar Klinikum en naar Niederzwehren. Het netwerk veranderde, op enkele verlengingen na, nauwelijks tot in de jaren 90. Nog in het oorlogsjaar 1941 werd de lijn van Niederzwehren naar de (huidige) VW-Werk in Baunatal gebouwd, om de vliegtuigmotorenfabriek met het netwerk te verbinden.
Bij het bombardement op Kassel op 22 oktober 1943 werd ook het trambedrijf zwaar getroffen. Tot 1946 konden de meeste binnenstedelijke lijnen niet gebruikt worden, zodat de exploitatie in twee delen gesplitst werd. Bij de herbouw werden meerdere binnenstadslijnen, ten gunste van de lijn door de centrale Obere Köningsstraße en de nieuw ingerichte lijn Am Stern - Altmark, opgebroken.
| Lijnen | Route                                                                                      |
| ------ | ------------------------------------------------------------------------------------------ |
| 1      | Wilhelmshöhe – Bf Wilhelmshöhe – Wilhelmshöher Allee – Königsplatz – Holländische Straße   |
| 2      | Teichstraße – Friedrich-Ebert-Straße – Rathaus – Staatstheater – Leipziger Platz           |
| 3      | Mulang – Bahnhof Wilhelmshöhe – Kirchweg – Hauptbahnhof – Leipziger Platz                  |
| 4      | Hessenschanze – Friedrich-Ebert-Straße – Staatstheater – Wolfsanger                        |
| 5      | Druseltal → Stadthalle → Kölnische Straße → Königsplatz → Rathaus → Stadthalle → Druseltal |
| 6      | Rheinweg → Stadthalle → Rathaus → Königsplatz → Kölnische Straße → Stadthalle → Rheinweg   |
| 7      | Niederzweren – Rathaus – Rothenditmold                                                     |
| 8      | Aue Stadion – Staatstheater – Weserspitze – Eisenschmiede                                  |
| 9      | Niederzweren → Königsplatz → Hauptbahnhof → Lutherplatz → Staatstheater → Niederzweren     |
| 10     | Bettenhausen → Lutherplatz → Hauptbahnhof → Rathaus → Staatstheater → Bettenhausen         |
| 14     | Kirchweg – Hauptbahnhof – Eisenschmiede                                                    |

### 1950–1962
| Lijnen | Route |
| ------ | --- |
| 1 / 11 | (Wilhelmshöhe –) Bf Wilhelmshöhe – Wilhelmshöher Allee – Königsplatz – Holländische Straße elke 5 minuten tot Bf Wilhelmshöhe (lijnen 1 en 11) elke 10 minuten tot Wilhelmshöhe (alleen lijn 1) |
| 2      | Hessenschanze – Friedrich-Ebert-Straße – Hauptbahnhof – Lindenberg |
| 3      | Druseltal – Bf Wilhelmshöhe – Goethestraße – Klinikum – Ihringshäuser Straße |
| 4      | Hessenschanze – Friedrich-Ebert-Straße – Rathaus – Baunatal (VW-Werk) |
| 6      | Bf Wilhelmshöhe – Goethestraße – Hauptbahnhof – Wolfsanger |
| 7      | Mattenberg – Auestadion – Königsplatz – Rothenditmold |
| 8      | Kurhausstraße – Friedrich-Ebert-Straße – Hauptbahnhof – Lindenberg |
| 12     | Kirchweg – Luisenhaus (nahe Druseltal) – Brasselsberg |
| 13     | Herkules – Luisenhaus (– Kirchweg) |

### 1962–1971
In 1965 werd de Herkulesbahn van Kirchweg naar Brasselsberg stilgelegd, in 1966 volgde het traject tussen Druseltal naar Herkules. Nog bij de huidige buslijnen is de oudere lijnnummering herkenbaar: van Kirchweg naar Brasselsberg rijdt buslijn 12, naar Herkules reed lange tijd buslijn 43 (voormalige lijn 13). Buslijn 43 is omgenummerd in 22, daarmee hebben beide buslijnen die Bergpark Wilhelmshöhe bedienen aangrenzende nummers (22 en 23) gekregen.
| Lijnen | Route |
| ------ | --- |
| 1 / 11 | (Wilhelmshöhe –) Bf Wilhelmshöhe – Wilhelmshöher Allee – Königsplatz – Holländische Straße elke 5 minuten tot Bf Wilhelmshöhe (lijnen 1 en 11) elke 10 minuten tot Wilhelmshöhe (alleen lijn 1) |
| 2      | Hessenschanze – Friedrich-Ebert-Straße – Hauptbahnhof – Lindenberg |
| 3      | Druseltal – Bf Wilhelmshöhe – Goethestraße – Hauptbahnhof – Klinikum – Ihringshäuser Straße |
| 4      | Kurhausstraße – Bf Wilhelmshöhe – Friedrich-Ebert-Straße – Rathaus – Baunatal (VW-Werk) |
| 5      | Baunatal (VW-Werk) – Mattenberg – Auestadion – Hauptbahnhof – Ihringshäuser Straße |
| 6      | Bf Wilhelmshöhe – Goethestraße – Hauptbahnhof – Wolfsanger |
| 7      | Mattenberg – Auestadion – Königsplatz – Rothenditmold |
| 12     | Kirchweg – Luisenhaus – Brasselsberg tot 1965 |
| 13     | Herkules – Luisenhaus (– Kirchweg) tot 1966 |

### 1971–1984
In 1971 werd de lijn naar Rothenditmold (lijn 7) stilgelegd. De lijnen naar Wolfsanger (6) en Hessenschanze (2/8) stonden eveneens aan de afgrond.
Eind jaren 70 was gepland, het gehele tramnetwerk van Kassel op te doeken. Als reden hiervoor waren de hoge kosten en het verouderde wagenpark. De strijd voor het behoud van het netwerk, die ook door de vakbonden nadrukkelijk werd ondersteund, zorgde voor landelijke opschudding. Ook de inwoners van Kassel waren kritisch op het plan. Door een nieuwe meerderheid in de gemeenteraad onder leiding van de later bekende bondsminister voor financiën, burgemeester Hans Eichel, werden de plannen gestopt en tot een modernisering en uitbreiding van het netwerk besloten. De eerste stap was de aanschaf van nieuwe trams in 1981 voor tweede maal in Kassel georganiseerde Bundesgartenschau. In 1985 werden vergelijkbare trams toegevoegd (wagens 401 - 422). Dit waren voor het eerst trams die niet in Kassel ontworpen en gebouwd zijn. Deze waren gebouwd door de Düsseldorfer Waggonfabrik, oftewel DÜWAG.
| Lijnen | Route |
| ------ | --- |
| 1      | (Wilhelmshöhe –) Bf Wilhelmshöhe – Wilhelmshöher Allee – Königsplatz – Holländische Straße elke 5 minuten tot Bf Wilhelmshöhe elke 10 minuten tot Wilhelmshöhe |
| 2      | Hessenschanze – Friedrich-Ebert-Straße – Hauptbahnhof – Lindenberg                                                                                             |
| 3      | Druseltal – Bahnhof Wilhelmshöhe – Goethestraße – Hauptbahnhof – Klinikum – Ihringshäuser Straße                                                               |
| 4      | Bf Wilhelmshöhe – Friedrich-Ebert-Straße – Rathaus – Baunatal (VW-Werk)                                                                                        |
| 5      | Baunatal (VW-Werk) – Mattenberg – Auestadion – Königsplatz – Leipziger Platz/(Ottostraße) niet in de zomervakanties                                            |
| 6      | Kurhausstraße – Bf Wilhelmshöhe – Goethestraße – Hauptbahnhof – Wolfsanger                                                                                     |
| 7      | Mattenberg – Auestadion – Königsplatz – Ihringshäuser Straße                                                                                                   |
| 8      | Hessenschanze – Friedrich-Ebert-Straße – Königsplatz – Lindenberg                                                                                              |

### 1985–1999
In 1985 werd het netwerk zo veranderd dat bijna alle lijnen via de Königsstraße rijden.
In 1992 werd de Helleböhnstrecke tot de provisorische eindhalte "Heinrich-Schütz-Allee" geopend en in 1997 tot "Heinrich-Plett-Straße" verlengd. In 1998 werd het ontbrekende gedeelte tussen de binnenstad en Baunatal geopend.
Het laatste trajectdeel van de lijn naar Baunatal Großenritte volgde in 1995. Daarvoor werden voor het eerst nieuwe lagevloertrams aangeschaft. De lijn verving de toenmalige buslijn 13.
In 1997 werd lijn 7 opgedeeld, doordat de route via het Hauptbahnhof te weinig reizigers trok en de aan de parallel aan lijn 7 lopende lijnen 3 en 5 overbelast waren.
Het noordoostelijke deel bleef onder het nummer 7 rijden en reed naar het Hauptbahnhof via de Königsstraße. Daarna vindt er een nummerwisseling plaats naar lijn 9 en rijden de trams weer via de Königsstraße maar dan naar Mattenberg. Toen in 1998 de Helleböhnstrecke gereed was, reed lijn 9 niet meer naar Mattenberg maar naar Brückenhof, waarna de tram als lijn 6.
In 1998 werd het eerste trajectdeel van de Lossetalbahn tot Kaufungen Papierfabrik geopend. Dit trajectdeel was eerst een spoorlijn maar kan sindsdien ook door trams worden aangedaan.
| Lijnen | Route | Opmerkingen                                                          |
| ------ | --- | -------------------------------------------------------------------- |
| 1      | Wilhelmshöhe – Bf Wilhelmshöhe – Wilhelmshöher Allee – Königsplatz – Holländische Straße                               |                                                                      |
| 2      | Hessenschanze – Friedrich-Ebert-Straße – Hauptbahnhof – Lindenberg                                                     | tot ca. 1987                                                         |
| 3      | Druseltal – Bf Wilhelmshöhe – Wilhelmshöher Allee – Königsplatz – Ihringshäuser Straße                                 |                                                                      |
| 4      | Kurhausstraße – / (Helleböhn –) Bf Wilhelmshöhe – Friedrich-Ebert-Straße – Königsplatz – Leipziger Straße – Lindenberg |                                                                      |
| 5      | Baunatal – Mattenberg – Auestadion – Königsplatz – Holländische Straße                                                 | Baunatal tot 1995 VW-Werk                                            |
| 6      | Helleböhn – Bf Wilhelmshöhe – Goethestraße – Königsplatz – Wolfsanger                                                  | Lijnen 4 en 6 keerden op elkaar, afhankelijk van hun dienstregeling. |
| 7      | Mattenberg – Auestadion – Hauptbahnhof – Klinikum – Ihringshäuser Straße                                               | Baunatal tot 1995 VW-Werk                                            |
| 8      | Hessenschanze – Friedrich-Ebert-Straße – Königsplatz – (1987–1990: Ottostraße) Lindenberg                              |                                                                      |
| 9      | Bf Wilhelmshöhe – Kirchweg – Hauptbahnhof – Ottostraße/(Fuldatalschule)                                                | tot ca. 1987                                                         |
| 9      | Wilhelmshöhe – Bf Wilhelmshöhe – Friedrich-Ebert-Straße – Königsplatz – Holländische Straße                            | Nachtritten van lijn 1                                               |
| 9      | Mattenberg – Auestadion – Königsplatz – Hauptbahnhof – (verder als lijn 7)                                             | na opdeling van lijn 7                                               |

### 1999–2007
In Baunatal werd er een inhaalspoor gebouwd, om een 7½-minuten-frequentie mogelijk. Sindsdien reed lijn 2 verder naar Baunatal.
In 2001 werd de Lossetalbahn tot Helsa geopend en op de spoorlijn van Kassel Hbf naar Warburg werd er gestart met de voorloper van de RegioTram.
In mei 2005 werd het tunneltraject onder het Hauptbahnhof gesloten en de vervangende lijn door de Rudolf-Schwander-Straße geopend. De boog in de Ottostraße bleef in gebruik en wordt soms gebruikt als opstelplaats.
Sinds 2005 rijdt lijn 9 niet meer in de zomermaanden.
In 2006 werd het laatste traject van de Lossetalbahn naar Hessisch Lichtenau geopend en door lijn 4 gebruikt, de sneltram reed onder het nummer 4S.
Op 1 juli 2006 werd de voorloper van de RegioTram (lijn RT5) naar Melsungen in gebruik genomen en op 10 december 2006 volgde de lijn naar Wolfhagen (RT4).
| Lijnen | Route | Opmerkingen         |
| ------ | --- | ------------------- |
| 1      | Wilhelmshöhe – Bf Wilhelmshöhe – Wilhelmshöher Allee – Königsplatz – Holländische Straße                         |                     |
| 2      | (Baunatal–) Mattenberg – Helleböhn – Bf Wilhelmshöhe – Wilhelmshöher Allee – Königsplatz – Holländische Straße   |                     |
| 3      | Druseltal – Bf Wilhelmshöhe – Wilhelmshöher Allee – Königsplatz – Ihringshäuser Straße                           |                     |
| 4      | Mattenberg – Bf Wilhelmshöhe – Stadthalle – Königsplatz – Papierfabrik – Helsa – Hessisch Lichtenau              |                     |
| 5      | Baunatal – Mattenberg – Auestadion – Königsplatz – Holländische Straße                                           |                     |
| 6      | Brückenhof – Auestadion – Königsplatz – Wolfsanger                                                               |                     |
| 7      | (Druseltal –) Bf Wilhelmshöhe – Goethestraße – Lutherplatz – (5/7 Königsplatz) – Klinikum – Ihringshäuser Straße |                     |
| 8      | Hessenschanze – Friedrich-Ebert-Straße – Königsplatz – Kaufungen Papierfabrik                                    |                     |
| 9      | Mattenberg → Auestadion → Lutherplatz → Königsplatz → Auestadion → Mattenberg                                    |                     |
| RT3    | Warburg (Westf) – Hofgeismar – Immenhausen – Obervellmar – Kassel Harleshausen – Kassel Hbf                      | Sinds zomer 2001    |
| RT4    | Wolfhagen – Zierenberg – Calden – Ahnatal – Vellmar – Kassel Hbf                                                 | Sinds december 2006 |
| RT5    | Melsungen – Körle – Guxhagen – Baunatal – Bahnhof Wilhelmshöhe – Kassel Hbf                                      | Sinds zomer 2006    |
| RT9    | Schwalmstadt-Treysa – Wabern – Felsberg – Baunatal – Bahnhof Wilhelmshöhe – Kassel Hbf                           | Sinds medio 2007    |

### 2007–2008
In augustus 2007 werd het tramnetwerk van Kassel met het spoornet bij het Hauptbahnhof verbonden. Sindsdien rijden de RegioTram-lijnen verder de binnenstad in. Eveneens in augustus werd de lijn 4S geïntroduceerd, die alleen 's ochtends twee ritten reed en maar op een aantal haltes stopte. Als voorbereiding voor de uitbreiding van het tramnetwerk naar Vellmar werd in de herfst van 2008 de keerlus "Holländische Straße" heringericht.
| Lijnen | Route | Route |
| ------ | --- | --- |
| 1      | Wilhelmshöhe – Bf Wilhelmshöhe – Wilhelmshöher Allee – Königsplatz – Holländische Straße Tot Vellmar Nord in aanbouw | Wilhelmshöhe – Bf Wilhelmshöhe – Wilhelmshöher Allee – Königsplatz – Holländische Straße Tot Vellmar Nord in aanbouw |
| 2      | (Baunatal –) Mattenberg – Helleböhn – Bf Wilhelmshöhe – Wilhelmshöher Allee – Scheidemannplatz – Holländische Straße alleen tot 12 december | (Baunatal –) Mattenberg – Helleböhn – Bf Wilhelmshöhe – Wilhelmshöher Allee – Scheidemannplatz – Holländische Straße alleen tot 12 december |
| 3      | Druseltal – Bf Wilhelmshöhe – Wilhelmshöher Allee – Königsplatz – Ihringshäuser Straße | Druseltal – Bf Wilhelmshöhe – Wilhelmshöher Allee – Königsplatz – Ihringshäuser Straße |
| 4      | Mattenberg – Helleböhn – Bf Wilhelmshöhe – Friedrich-Ebert-Straße – Königsplatz – Leipziger Straße – Kaufungen – Helsa – Hessisch Lichtenau | Mattenberg – Helleböhn – Bf Wilhelmshöhe – Friedrich-Ebert-Straße – Königsplatz – Leipziger Straße – Kaufungen – Helsa – Hessisch Lichtenau |
| 4S     | Mattenberg – Helleböhn – Bf Wilhelmshöhe – Friedrich-Ebert-Straße – Königsplatz – Leipziger Straße – Kaufungen – Helsa – Hessisch Lichtenau Geen stop in Waldhof, Oberkaufungen Mitte, Rieckswiesen, Niederkaufungen Mitte, Industriestraße, Am Kupferhammer en Forstfeldstraße | Mattenberg – Helleböhn – Bf Wilhelmshöhe – Friedrich-Ebert-Straße – Königsplatz – Leipziger Straße – Kaufungen – Helsa – Hessisch Lichtenau Geen stop in Waldhof, Oberkaufungen Mitte, Rieckswiesen, Niederkaufungen Mitte, Industriestraße, Am Kupferhammer en Forstfeldstraße |
| 5      | Baunatal – Mattenberg – Auestadion – Königsplatz – Hegelsbergstr – Holländische Straße | Baunatal – Mattenberg – Auestadion – Königsplatz – Hegelsbergstr – Holländische Straße |
| 5S     | Baunatal – Mattenberg – Auestadion – Königsplatz – Hegelsbergstr – Holländische Straße Geen stop in Altenbaunaer Straße, Keilsbergstraße, Brüder-Grimm-Straße, Bf Niederzwehren, Park Schönfeld, Hünstein en Albert-Einstein-Straße                                             | Baunatal – Mattenberg – Auestadion – Königsplatz – Hegelsbergstr – Holländische Straße Geen stop in Altenbaunaer Straße, Keilsbergstraße, Brüder-Grimm-Straße, Bf Niederzwehren, Park Schönfeld, Hünstein en Albert-Einstein-Straße                                             |
| 6      | Brückenhof – Auestadion – Königsplatz – Wolfsanger | Brückenhof – Auestadion – Königsplatz – Wolfsanger |
| 7      | (Druseltal –) Bf Wilhelmshöhe – Goethestraße – Lutherplatz – (5/7 Königsplatz) – Klinikum Kassel – Ihringshäuser Straße | (Druseltal –) Bf Wilhelmshöhe – Goethestraße – Lutherplatz – (5/7 Königsplatz) – Klinikum Kassel – Ihringshäuser Straße |
| 8      | Hessenschanze – Friedrich-Ebert-Straße – Königsplatz – Leipziger Platz – Kaufungen Papierfabrik | Hessenschanze – Friedrich-Ebert-Straße – Königsplatz – Leipziger Platz – Kaufungen Papierfabrik |
| 9      | Mattenberg → Auestadion → Lutherplatz → Am Stern → Königsplatz → Auestadion → Mattenberg | Mattenberg → Auestadion → Lutherplatz → Am Stern → Königsplatz → Auestadion → Mattenberg |
| RT3    | (Warburg –) Hofgeismar – Immenhausen – Obervellmar – Kassel-Harleshausen – Kassel Hbf – Kassel Rathaus / Fünffensterstr. – Kassel Auestadion | (Warburg –) Hofgeismar – Immenhausen – Obervellmar – Kassel-Harleshausen – Kassel Hbf – Kassel Rathaus / Fünffensterstr. – Kassel Auestadion |
| RT4    | Wolfhagen – Zierenberg – Calden – Ahnatal – Obervellmar – Kassel Hbf – verder als rondje door de binnenstad: Lutherplatz – Königsplatz – Kassel Hbf | Wolfhagen – Zierenberg – Calden – Ahnatal – Obervellmar – Kassel Hbf – verder als rondje door de binnenstad: Lutherplatz – Königsplatz – Kassel Hbf |
| RT5    | Melsungen – Körle – Guxhagen – (Rengershausen zonder stop) – Kassel Bf Wilhelmshöhe – Kassel Hbf | – Kassel Rathaus – Königsplatz – Leipziger Straße (– Kaufungen Papierfabrik) |
| RT5    | Melsungen – Körle – Guxhagen – (Rengershausen zonder stop) – Kassel Bf Wilhelmshöhe – Kassel Hbf | Kassel Rathaus / Fünffensterstr. – Kassel Auestadion |
| RT9    | Schwalmstadt-Treysa – Wabern – Felsberg – Baunatal – Kassel Bf Wilhelmshöhe – Kassel Hbf – Am Stern – Kassel Leipziger Str. | Schwalmstadt-Treysa – Wabern – Felsberg – Baunatal – Kassel Bf Wilhelmshöhe – Kassel Hbf – Am Stern – Kassel Leipziger Str. |

### 2009
Op 14 december 2008 verviel lijn 2 en werd door extra ritten van lijn 1 (Holländische Straße – Bf. Wilhelmshöhe) en 7 (Bf. Wilhelmshöhe – Mattenberg/Baunatal) in de spits. Lijn 7 werd hierdoor via Helleböhn tot Mattenberg/Baunatal verlengd. Ook enkele ritten reden niet verder dan Rolandstraße (keerlus Bf. Wilhelshöhe). De vroege ritten in het weekend naar Druseltal werden tot Rolandstraße verkort.
De halte Fuldatalstraße van lijn 6 werd hernoemd naar Wolfsgraben.
Nadat de nieuwe keerlus "Holländische Straße" in april 2009 gereed kwam, kon in mei 2009 met de bouw van de verlenging naar Vellmar begonnen worden. De werkzaamheden waren in 2011 gereed.
Sinds 9 februari worden enkele ritten van lijn 9 verlengd over de oude lijn naar VW-Werk, om de keerlus bij Mattenberg te ontlasten.
| Lijnen | Route | Opmerkingen                                                                     |
| ------ | --- | ------------------------------------------------------------------------------- |
| 1      | Wilhelmshöhe (- Rolandstraße) – Bf Wilhelmshöhe – Wilhelmshöher Allee – Königsplatz – Holländische Straße | Tot Vellmar Nord in aanbouw, Rolandstraße alleen bij ritten tot Bf Wilhelmshöhe |
| 3      | Druseltal – Bf Wilhelmshöhe – Wilhelmshöher Allee – Königsplatz – Ihringshäuser Straße |                                                                                 |
| 4      | Mattenberg – Helleböhn – Bf Wilhelmshöhe – Friedrich-Ebert-Straße – Königsplatz – Leipziger Straße – Kaufungen – Helsa – Hessisch Lichtenau |                                                                                 |
| 4S     | Mattenberg – Helleböhn – Bf Wilhelmshöhe – Friedrich-Ebert-Straße – Königsplatz – Leipziger Straße – Kaufungen – Helsa – Hessisch Lichtenau Geen stop in Waldhof, Oberkaufungen Mitte, Rieckswiesen, Niederkaufungen Mitte, Industriestraße, Am Kupferhammer en Forstfeldstraße |                                                                                 |
| 5      | Baunatal – Mattenberg – Auestadion – Königsplatz – Holländische Straße |                                                                                 |
| 5S     | Baunatal – Mattenberg – Auestadion – Königsplatz – Holländische Straße Geen stop in Altenbaunaer Straße, Keilsbergstraße, Brüder-Grimm-Straße, Bahnhof Niederzwehren, Park Schönfeld, Hünstein en Albert-Einstein-Straße                                                        |                                                                                 |
| 6      | Brückenhof – Auestadion – Königsplatz – Wolfsanger |                                                                                 |
| 7      | (Baunatal – Mattenberg –) / (Rolandstraße) – Bf Wilhelmshöhe – Goethestraße – Lutherplatz – (5/7 Königsplatz) – Klinikum Kassel – Ihringshäuser Straße | Rolandstraße alleen bij ritten tot Bf Wilhelmshöhe                              |
| 8      | Hessenschanze – Friedrich-Ebert-Straße – Königsplatz – Leipziger Platz – Kaufungen Papierfabrik |                                                                                 |
| 9      | (VW-Werk →) Mattenberg → Auestadion → Lutherplatz → Am Stern → Königsplatz → Auestadion → Mattenberg (→ VW-Werk) |                                                                                 |
| RT3    | (Warburg –) Hofgeismar – Immenhausen – Obervellmar – Kassel-Harleshausen – Kassel Hbf – Kassel Rathaus / Fünffensterstr. – Kassel Auestadion |                                                                                 |
| RT4    | Wolfhagen – Zierenberg – Calden – Ahnatal – Obervellmar – Kassel Hbf – verder als rondje door de binnenstad: Lutherplatz – Königsplatz – Kassel Hbf |                                                                                 |
| RT5    | Melsungen – Körle – Guxhagen – (Rengershausen zonder stop) – Kassel Bf Wilhelmshöhe – Kassel Hbf – Kassel Rathaus – Königsplatz – Leipziger Straße (– Kaufungen-Papierfabrik)                                                                                                   | De lijn RT5 reed op het tramnetwerk van Kassel twee verschillende routes.       |
| RT5    | Melsungen – Körle – Guxhagen – Rengershausen – Kassel Bf Wilhelmshöhe – Kassel Hbf – Kassel Rathaus / Fünffensterstr. – Kassel Auestadion | De lijn RT5 reed op het tramnetwerk van Kassel twee verschillende routes.       |
| RT9    | Schwalmstadt-Treysa – Wabern – Felsberg – Baunatal – Kassel Bf Wilhelmshöhe – Kassel Hbf – Am Stern – Kassel Leipziger Str. |                                                                                 |

### 2010
Vanaf 13 december 2009 verviel lijn 9 en werd door extra ritten van lijn 5 vervangen. De extra ritten van lijn 5 volgde de route van lijn 9.
De halte "Hallenbad Ost" van de lijnen 4 en 8 werden in "Sandershäuser Straße" en de halte "Ottostraße" in "Polizeipräsidium" hernoemd.
| Lijnen | Route | Opmerkingen                                                                         |
| ------ | --- | ----------------------------------------------------------------------------------- |
| 1      | Wilhelmshöhe (- Rolandstraße)– Bf Wilhelmshöhe – Wilhelmshöher Allee – Königsplatz – Holländische Straße | Tot Vellmar Nord in aanbouw, Rolandstraße alleen bij ritten tot bis Bf Wilhelmshöhe |
| 3      | Druseltal – Bf Wilhelmshöhe – Wilhelmshöher Allee – Königsplatz – Ihringshäuser Straße |                                                                                     |
| 4      | Mattenberg – Helleböhn – Bf Wilhelmshöhe – Friedrich-Ebert-Straße – Königsplatz – Leipziger Straße – Kaufungen – Helsa – Hessisch Lichtenau |                                                                                     |
| 4S     | Mattenberg – Helleböhn – Bf Wilhelmshöhe – Friedrich-Ebert-Straße – Königsplatz – Leipziger Straße – Kaufungen – Helsa – Hessisch Lichtenau Geen stop in Waldhof, Oberkaufungen Mitte, Rieckswiesen, Niederkaufungen Mitte, Industriestraße, Am Kupferhammer en Forstfeldstraße |                                                                                     |
| 5      | Baunatal – / (VW-Werk Schleife –) Mattenberg – Auestadion – (Scheidemannplatz) – Königsplatz – Holländische Straße | Scheidemannplatz alleen bij ritten tot Am Stern                                     |
| 5S     | Baunatal – / (VW-Werk Schleife –) Mattenberg – Auestadion – Königsplatz – Holländische Straße Geen stop in Altenbaunaer Straße, Keilsbergstraße, Brüder-Grimm-Straße, Bf Niederzwehren, Park Schönfeld, Hünstein en Albert-Einstein-Straße                                      |                                                                                     |
| 6      | Brückenhof – Auestadion – Königsplatz – Wolfsanger |                                                                                     |
| 7      | (Baunatal – Mattenberg –) / (Rolandstraße) – Bf Wilhelmshöhe – Goethestraße – Lutherplatz – (5/7 Königsplatz) – Klinikum Kassel – Ihringshäuser Straße | Rolandstraße alleen bij ritten tot Bf Wilhelmshöhe                                  |
| 8      | Hessenschanze – Friedrich-Ebert-Straße – Königsplatz – Leipziger Platz – Kaufungen Papierfabrik |                                                                                     |
| RT3    | (Warburg –) Hofgeismar – Immenhausen – Obervellmar – Kassel-Harleshausen – Kassel Hbf – Kassel Rathaus / Fünffensterstr. – Kassel Auestadion |                                                                                     |
| RT4    | Wolfhagen – Zierenberg – Calden – Ahnatal – Obervellmar – Kassel Hbf – verder als rondje door de binnenstad: Lutherplatz – Königsplatz – Kassel Hbf |                                                                                     |
| RT5    | Melsungen – Körle – Guxhagen – (Rengershausen zonder stop) – Kassel Bf Wilhelmshöhe – Kassel Hbf – Kassel Rathaus – Königsplatz – Leipziger Straße (– Kaufungen Papierfabrik)                                                                                                   | De lijn RT5 reed op het tramnetwerk van Kassel twee verschillende routes            |
| RT5    | Melsungen – Körle – Guxhagen – Rengershausen – Kassel Bf Wilhelmshöhe – Kassel Hbf – Kassel Rathaus / Fünffensterstr. – Kassel Auestadion | De lijn RT5 reed op het tramnetwerk van Kassel twee verschillende routes            |
| RT9    | Schwalmstadt-Treysa – Wabern – Felsberg – Baunatal – Kassel Bf Wilhelmshöhe – Kassel Hbf – Am Stern – Kassel Leipziger Str. |                                                                                     |

### 2011
In 2011 werd de halte bij de Auestadion vernieuwd en de lijn naar de nieuwe eindhalte "Vellmar-Nord" verlengd. De opening vond op 22 oktober plaats en de start van de exploitatie een dag later. Sindsdien wordt de lijn overdag elke 15 minuten bediend en in het weekend elk halfuur. In de spits wordt de frequentie verhoogd naar elke 7½ minuut.
| Lijnen | Route | Opmerkingen                                                               |
| ------ | --- | ------------------------------------------------------------------------- |
| 1      | Wilhelmshöhe (- Rolandstraße)– Bf Wilhelmshöhe – Wilhelmshöher Allee – Königsplatz – Holländische Straße – Vellmar Nord                                                       | Rolandstraße alleen bij ritten tot Bf Wilhelmshöhe                        |
| 3      | Druseltal – Bf Wilhelmshöhe – Wilhelmshöher Allee – Königsplatz – Ihringshäuser Straße                                                                                        |                                                                           |
| 4      | Mattenberg – Helleböhn – Bf Wilhelmshöhe – Friedrich-Ebert-Straße – Königsplatz – Leipziger Straße – Kaufungen – Helsa – Hessisch Lichtenau                                   |                                                                           |
| 5      | Baunatal – / (VW-Werk Schleife –) Mattenberg – Auestadion – (Scheidemannplatz) – Königsplatz – Holländische Straße                                                            | Scheidemannplatz alleen bij ritten tot Am Stern                           |
| 6      | Brückenhof – Auestadion – Königsplatz – Wolfsanger |                                                                           |
| 7      | (Baunatal – Mattenberg –) / (Rolandstraße) – Bf Wilhelmshöhe – Goethestraße – Lutherplatz – (5/7 Königsplatz) – Klinikum Kassel – Ihringshäuser Straße                        | Rolandstraße alleen bij ritten tot Bf Wilhelmshöhe                        |
| 8      | Hessenschanze – Friedrich-Ebert-Straße – Königsplatz – Leipziger Platz – Kaufungen Papierfabrik                                                                               |                                                                           |
| RT3    | (Warburg –) Hofgeismar – Immenhausen – Obervellmar – Kassel-Harleshausen – Kassel Hbf – Kassel Rathaus / Fünffensterstr. – Kassel Auestadion                                  |                                                                           |
| RT4    | Wolfhagen – Zierenberg – Calden – Ahnatal – Obervellmar – Kassel Hbf – verder als rondje door de binnenstad: Lutherplatz – Königsplatz – Kassel Hbf                           |                                                                           |
| RT5    | Melsungen – Körle – Guxhagen – (Rengershausen zonder stop) – Kassel Bf Wilhelmshöhe – Kassel Hbf – Kassel Rathaus – Königsplatz – Leipziger Straße (– Kaufungen Papierfabrik) | De lijn RT5 reed op het tramnetwerk van Kassel twee verschillende routes. |
| RT5    | Melsungen – Körle – Guxhagen – Rengershausen – Kassel Bf Wilhelmshöhe – Kassel Hbf – Kassel Rathaus / Fünffensterstr. – Kassel Auestadion                                     | De lijn RT5 reed op het tramnetwerk van Kassel twee verschillende routes. |
| RT9    | Schwalmstadt-Treysa – Wabern – Felsberg – Baunatal – Kassel Bf Wilhelmshöhe – Kassel Hbf – Am Stern – Kassel Leipziger Str.                                                   |                                                                           |

### 2015–2017
In juni 2015 maakte de KVG bekend dat het lijnennet in Kassel vernieuwd zou worden. Als reden hiervoor werd gegeven het complexe gebruik in delen van de stad. De tramlijnen kregen deels een nieuwe bestemming en een nieuwe halte. De nieuwe dienstregeling staat gepland in te gaan in de zomer van 2017.
| Lijnen | Route | Opmerkingen |
| ------ | --- | --- |
| 1      | Wilhelmshöhe (- Rolandstraße) – Bf Wilhelmshöhe – Wilhelmshöher Allee – Königsplatz – Holländische Straße – Vellmar                                      | Rolandstraße alleen bij ritten tot Bf Wilhelmshöhe Zaterdag- en zondagochtend vanaf Köningsplatz verder als lijn 5 naar Baunatal                                                                |
| 2      | Baunatal-Großenritte - Brückenhof | Alleen in de spits, scholierenlijn |
| 3      | Mattenberg – Helleböhn – Bf Wilhelmshöhe – Wilhelmshöher Allee – Königsplatz – Weserspitze – Klinikum Kassel – Ihringshäuser Straße                      | |
| 4      | Druseltal – Bf Wilhelmshöhe – Stadthalle – Bebelplatz – Friedrich-Ebert-Str. – Königsplatz – Bettenhausen – Kaufungen – Helsa – Hessisch Lichtenau       | |
| 5      | Baunatal – / (VW-Werk Schleife –) Mattenberg – Auestadion – (Scheidemannplatz) – Königsplatz – Holländische Straße                                       | Scheidemannplatz alleen bij ritten tot Am Stern Zaterdag- en zondagochtend vanaf Königsplatz verder als lijn 1 naar Vellmar; eindigt vanaf 20 uur; 's zondags vanuit Baunatal tot Köningsplatz  |
| 6      | Brückenhof - Auestadion - Königsplatz - Weserspitze - Ihringshäuser Straße                                                                               | Alleen tot 20 uur |
| 7      | Mattenberg – / (Rolandstraße) – Bf Wilhelmshöhe – Goethestraße – Scheidemannplatz (/Königsplatz) – Weserspitze – Wolfsanger                              | Rolandstraße alleen bij ritten tot Bf Wilhelmshöhe; eindigt zaterdags en zondags uit de richting Wolfsanger op Scheidemannplatz/Hauptbahnhof of Königsplatz; zaterdag- en zondagochtend als bus |
| 8      | Hessenschanze – Teichstraße – Bebelplatz – Friedrich-Ebert-Straße – Königsplatz – Bettenhausen – Kaufungen-Papierfabrik                                  | Zaterdag- en zondagochtend als bus |
| RT1    | (Hümme –) Hofgeismar – Immenhausen – Obervellmar – Kassel-Harleshausen – Kassel Hbf – Kassel Rathaus / Fünffensterstr. – Kassel Holländische Str.        | |
| RT4    | Wolfhagen – Zierenberg – Calden – Ahnatal – Obervellmar – Kassel-Harleshausen – Kassel Hbf – Kassel Rathaus / Fünffensterstr. – Kassel Holländische Str. | |
| RT5    | Melsungen – Körle – Guxhagen – Rengershausen – Kassel Bf Wilhelmshöhe – Kassel Hbf – Kassel Rathaus / Fünffensterstr. – Kassel Auestadion                | |

### Verdere plannen
Er bestaan plannen en ideeën om het tramnetwerk uit te breiden.
In deze richtingen zijn er (concrete) plannen om het tramnetwerk uit te breiden:
- Waldau (categorie 1 in het Openbaarvervoerplan 2014);
- Herkules (categorie 2 in het Openbaarvervoerplan 2014);
- Harleshausen (categorie 3 in het Openbaarvervoerplan 2014);
- Ihringshausen (sinds 2014 in "Verkeersontwikkelingsplan 2030");
- Schauenburg
- Niestetal;
- Lohfelden;
- Bossental (vanaf 4 juni 2013 in het Openbaarvervoerplan van de stad Kassel opgenomen).[1]

## Wagenpark

### 401-416, 417-422 (N8C)

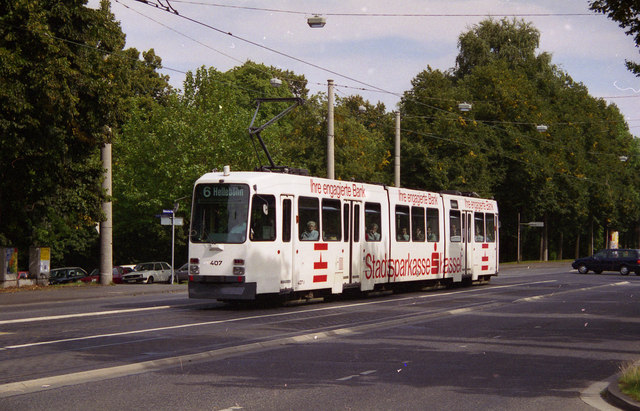
Wagen 407 in de Wilhelmshöher Allee, ter hoogte van het Bundessozialgerichts (1995)

In de jaren 80 bestelde de Kasseler Verkehrs-Gesellschaft in twee partijen 22 hoge vloer, tweerichtingstramstellen van het type N8C bij Düwag. In 1981 werden de wagens 401-416 en in 1986 de wagens 417-422 geleverd. Dit type wagens zijn standaardwagens die in heel Duitsland te vinden zijn. De eerste wagens werden tijdig geleverd voor de Bundesgartenschau in 1981. Het materieel uit de eerst levering (401-416) zijn in 2014 aan de tram van Gdańsk verkocht.
De over 54 zitplaatsen beschikte trams waren ondertussen de enige hogevloertrams van de KVG.
Tot ze in 2012 langzaam uit de exploitatie werden teruggetrokken, waren de wagens als laatste op schooldagen op de lijnen 6 en 7, op de versterkingsdiensten van lijn 1 en 5 (als 1E en 5E genummerd) evenals de vroege extra diensten (E-Wagen) te vinden.
De N8C werden in 2007-2008 naderhand nog toegelaten op de spoorlijnen, zodat het materieel ook op de lijn naar Baunatal ingezet kon worden.
Sinds 15 december 2013 (dienstregeling 2014) is het inzetten van dit materieel op spoorlijnen niet meer mogelijk. Door de ingebruikname van treinbeïnvloeding op de spoorlijnen (Indusi) kon de N8C niet meer op de spoorlijnen terecht, door het ontbreken van de juiste systemen in de trein.
Na de indienststelling van NGT8 in het voorjaar van 2012 werden de oudste N8C-wagens uit 1981 achtereenvolgens terzijde gesteld in de voormalige tunnel onder het Hauptbahnhof, het materieel werd wel bedrijfsvaardig gehouden. Tot maart 2013 was op twee na al de oudste wagens terzijde gesteld, in de zomer 2014 werden ook deze twee uit dienst gehaald. Tussen augustus en november 2014 werden de wagens 401-416 naar Polen getransporteerd, om na een modernisering (nieuwe front, lagevloer gedeelte, etc.) in Gdańsk weer in dienst te worden gesteld.
De zes jongere N8C met de nummers 417-422 uit 1986 werden in Kassel voornamelijk op de vroege E-lijnen en scholierenritten ingezet, een echte vaste inzet was er niet. Het materieel kon niet meer worden ingezet op de lijnen naar Baunatal en Hessisch Lichtenau.

### 451-475 (NGT6C)

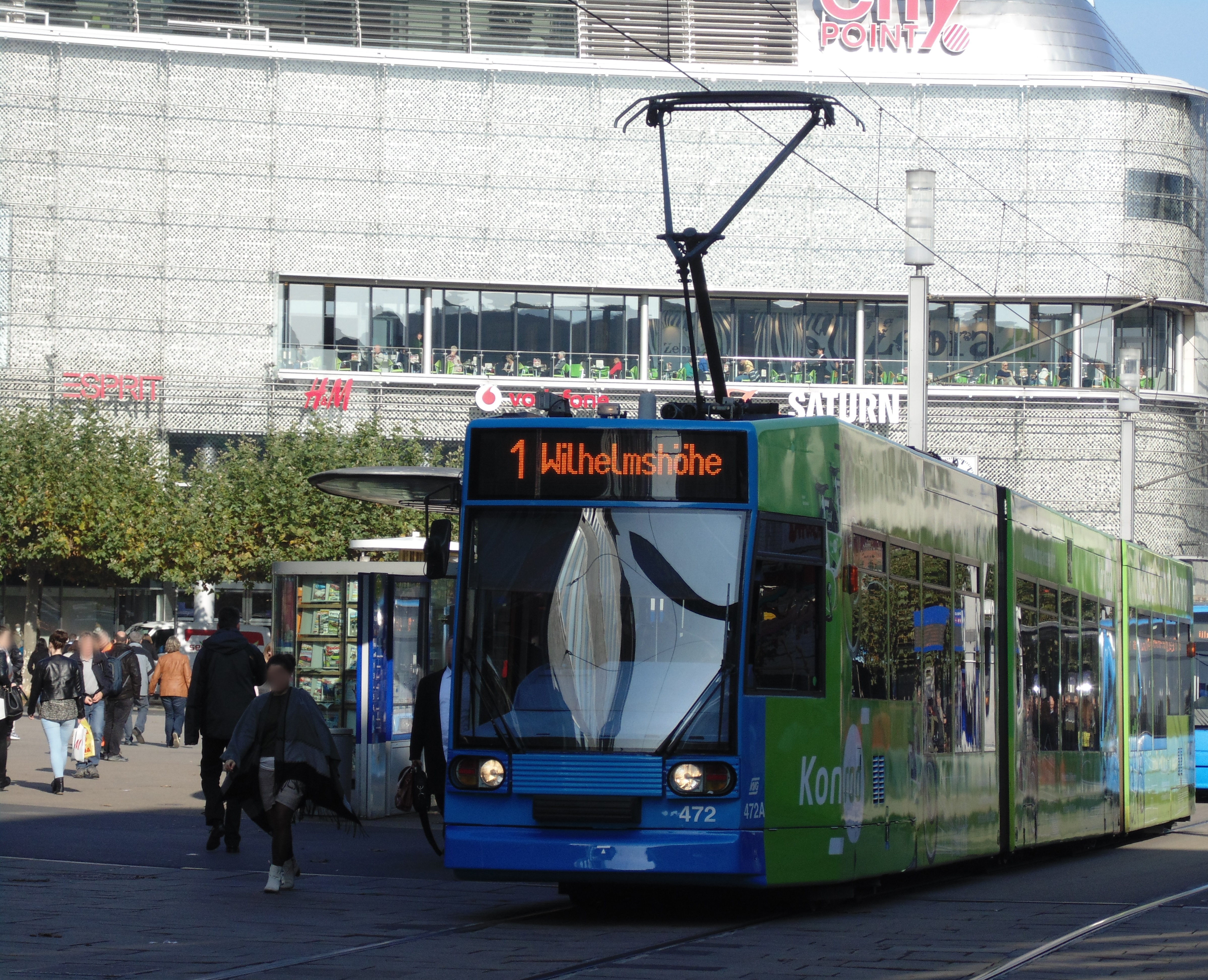
Wagen 472 verlaat als lijn 1 de Königsplatz (2015)

Al in de jaren 90 reden er in Kassel lagevloertrams rond. Van Düwag werden er in 1990 15 en in 1994 10 wagens van het type NGT 6C geleverd. De eerste generatie heeft in het middelste gedeelte twee assen op de uiteinde waarvan één aangedreven (EEF). In tegenstelling tot de nieuwere generaties heeft de eerste nog geen draaistroomtechniek, maar met een conventionele chopperaansturing, waardoor de vloer bij de eerste serie in het middelste gedeelte hoger is dan de latere series. Ze dragen de nummers 451-475. Het waren de eerste lagevloertrams in Duitsland. 23 wagens horen bij de KVG, twee wagens (474 en 475) hoorden tot de jaarwisseling 2015-2016 bij de Hessische Landesbahn en zijn aan de KVG verkocht, en worden op alle lijnen ingezet.
De eerste wagens werden begin 1991 in dienst gesteld. Ze werden hoofdzakelijk ingezet op de lijnen 1, 3 en 5.
Door de invoering van treinbeveiliging op de spoorlijn in Baunatal in december 2013 konden de NGT6C zonder Indusi niet meer in Baunatal komen.
Doordat de NGT6C niet meer op de Baunatal-lijn wordt ingezet verloor het type een groot deel van zijn betekenis, omdat hij niet meer overal ingezet kon worden. Later besloot men, in tegenstelling tot eerdere berichten, om toch een aantal trams met Indusi te voorzien.
Doordat het materieel na 20 jaar inzet steeds meer kuren begon te krijgen, besloot men in 2013 15 wagens compleet te reviseren (zogenaamde Retrofit-Programm) om de levensduur met 15 jaar te verlengen. Onderdeel van de modernisering was onder andere de trams te voorzien van de nieuwe KVG-huisstijl, airconditioning, nieuwe bekleding en Indusi. Hierdoor kunnen de gereviseerde trams weer naar Baunatal rijden. Het Retrofit-Programm duurt tot en met 2019.
De eerste gemoderniseerde tram was wagen 455. Hij keerde in september 2014 met een publieke Roll-out weer terug in de lijndienst. In december 2016 hebben maar zes wagens het Retrofit-Programm doorlopen, namelijk de wagens 451, 455, 456, 462, 464 en 471.
Gelijktijdig werden twee wagens van deze serie door een complexe ongevalsschade niet meer gerepareerd en dienen ze als plukstellen. Wagen 468 is in mei 2014 ontspoord en raakte zwaar beschadigd aan de draaistellen, sindsdien staat de tram langs de kant. Op 22 maart 2016 raakte wagen 461 bij een zwaar ongeluk bij Am Stern betrokken. De wagen werd gebruikt als lestram en kwam vanaf de Königsplatz en wilde naar links richting Lutherplatz afslaan. Het voorste deel ging naar links maar door een defect aan de wissel boog deze af naar rechts richting Altmarkt. De tram werd tussen het voorste en middelste deel uit elkaar getrokken, sindsdien staat de tram terzijde gesteld.
Het materieel wordt hoofdzakelijk op de lijnen 3 en 8 ingezet en soms zijn ze ook op de lijnen 1, 5 en 7 te vinden.
Al dit materieel is op geselecteerde spoorlijnen toegelaten.
Het materieel dat beschikt over Indusi kan naar Baunatal rijden, het overige materieel van deze serie kan niet naar Baunatal en ook niet naar Hessisch Lichtenau rijden.

### 601-622, 631-640 (8NGTW)

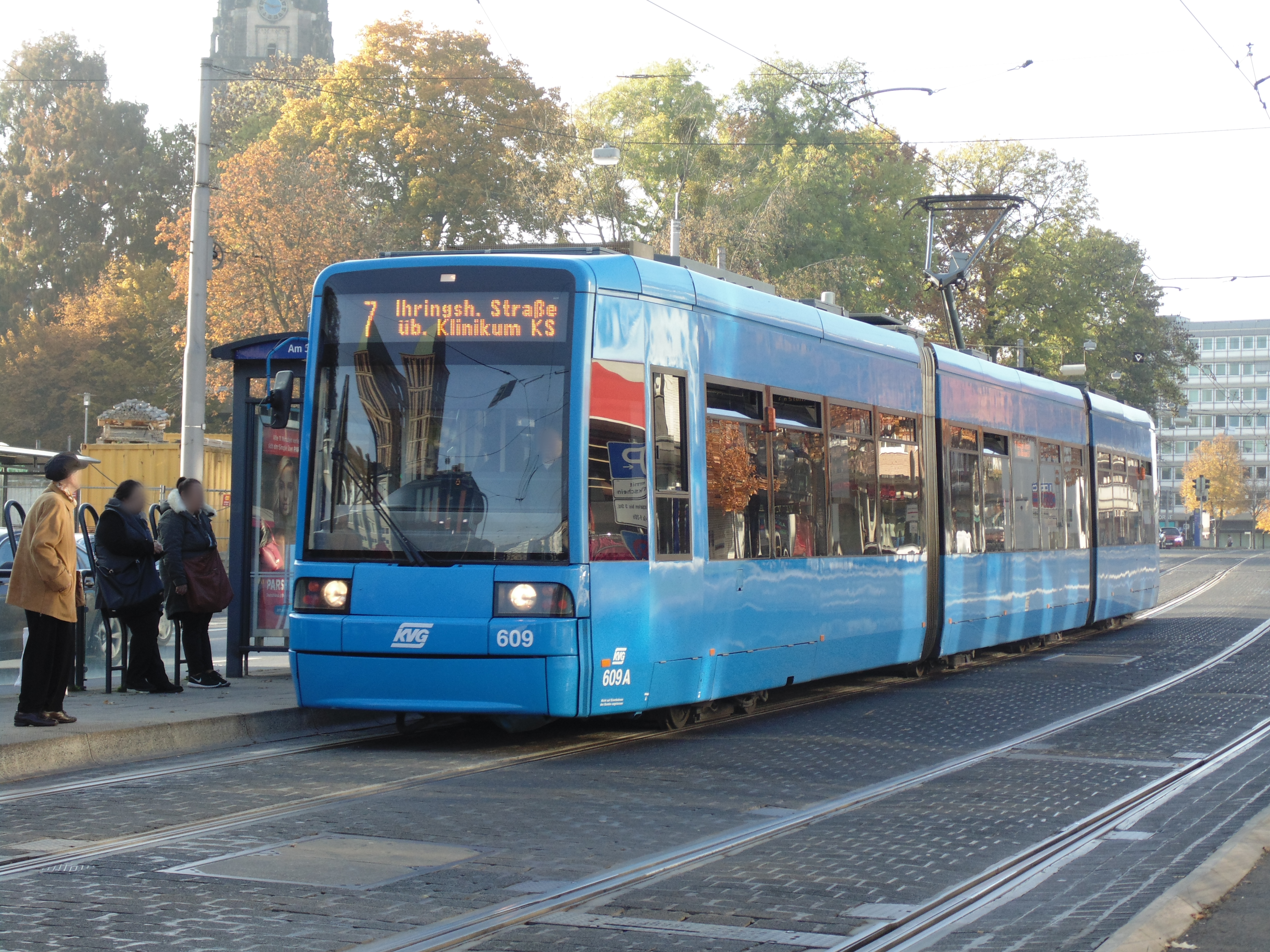
Wagen 609 als lijn 7 bij Am Stern (2015)

Door slechte ervaringen met EEF leidde het ertoe dat nieuwe tramwagens hier niet meer voorzien zijn. De nieuwe trams werden aangeschaft bij Bombardier Transportation. Deze wagens hebben twee draaistellen met dubbele assen in de middelste bak, waarbij beter rijgedrag vastgesteld was. Het materieel kreeg de typenaam 8NGTW en is bij Bombardier bekend als Flexity Classic. De wagens werden tussen 1999 en 2003 geleverd en hoorde bij de KVG en de RegioTram. Dit materieel werd speciaal ontworpen voor de spoorlijn naar Hessisch Lichtenau, maar het moest ook mogelijk blijven om over het bestaande tramnetwerk te rijden.
Niettemin is het mogelijk om de breedte van 2,2 meter (serie 200 en 300) of 2,3 meter (serie 400) naar 2,4 meter te verbreden, alleen door de plaats van de deuren moesten de haltes langs de lijn naar Baunatal aangepast worden.
De eenrichtingswagens werden als 601-622 genummerd en zijn voornamelijk op lijn 1 (vaak gekoppeld) en lijn 5 (mixbedrijf met tweerichtingstrams 631-640) ingezet, soms zijn de wagens ook op de lijnen 4, 7 en 8 te vinden.
De tweerichtingstrams 631-640 worden hoofdzakelijk op de lijnen 4, 5 en 7 ingezet en een enkeling is ook op lijn 6 aan te treffen.
De wagens zijn voor de exploitatie op spoorlijnen uitgerust en toegelaten, maar deze toelating geldt niet voor heel Duitsland.

### 651-672 (NGT8)

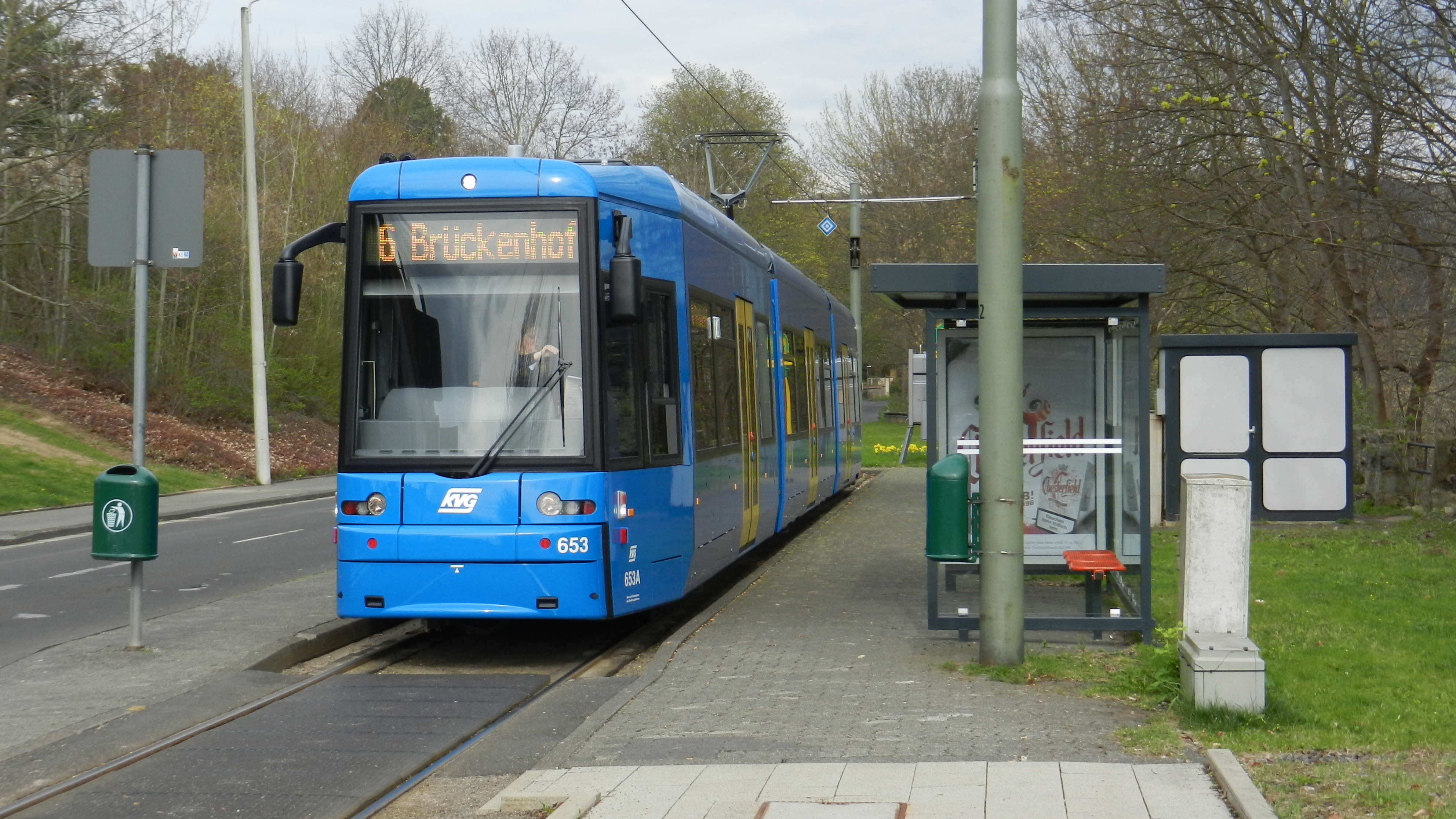
Wagen 653 bij de eindhalte Wolfsanger (2012)

Vanaf november 2011 tot juli 2013 werden de er 12 wagens uitgeleverd. Het gaat om tweerichting lagevloertrams van het model Flexity Classic. De wagens vervangen de trams van het type N8C. De wagens zijn 2,4 meter breed en 30,04 meter lang. Ze komen mechanisch veel met hun voorganger (8NGTW) overeen, ook voor de exploitatie op spoorlijnen toegelaten maar ook hier geldt, niet voor heel Duitsland. Eind 2011 werden de eerste twee wagens (651, 652) in Kassel geleverd. Sinds 31 maart 2012 rijden er vier wagens rond en vanaf de herfst van 2013 zijn alle trams geleverd.
Deze wagens worden voornamelijk op de lijnen 4 en 6 ingezet. Enkele wagens rijden ook op lijn 1 (meestal gekoppeld), 7 en 8.

### 701-718, 751-760 (RegioCitadis)

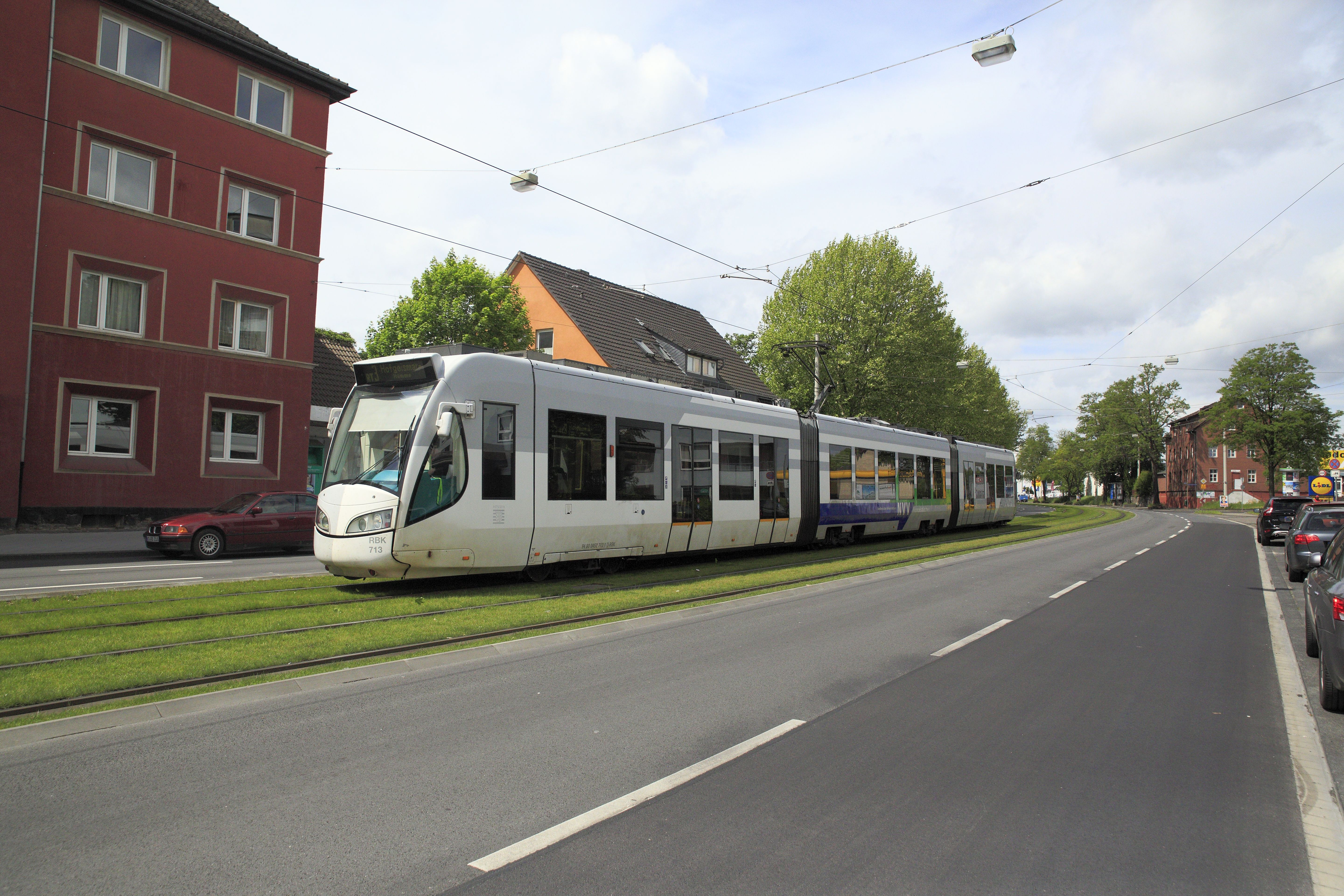
Tram als lijn RT3 naar Hofgeismar-Hümme op een eigen trambaan in de Holländische Straße (2014)

Voor de RegioTram zijn door de Regionalbahn Kassel GmbH (RBK) 28 trams van het type Alstom RegioCitadis (driedelig, achtassen lagevloertrams) besteld.
De wagens worden in 2004-2005 in twee verschillende uitvoeringen geleverd. Beide versies kunnen op het tramnetwerk van Kassel ingezet worden (gelijkstroom, 600 V). Achttien wagens (wagen 701-718) kunnen als zogenaamde E/E-wagens worden ingezet op het elektrische spoorwegnetwerk (wisselstroom, 15 kV / 16,7 Hz). De andere tien wagens (wagen 751-760) zijn zogenaamde E/D-wagens en hebben een dieselmotor die worden ingezet op de niet geëlektrificeerde lijn naar Wolfhagen.
De dieseltrams zijn de eerste hybride trams die in een groot aantal zijn gebouwd. De inzet in het Kasselse project betekent de eerste toepassing van hybride voertuigen op normaalspoor.
De "roll-out" van de eerste RegioCitadis vond op 6 juli 2004 plaats. De wagens zijn naar sprookjesfiguren vernoemd, om Nordhessen en Kassel als geografische middelpunt van de sprookjeswereld van Grimm bekender te maken.
De E/E-wagens rijden op de lijnen RT1 en RT5. De E/D-wagens rijden hoofdzakelijk op de lijn RT4 Kassel - Wolfhagen evenals in een aantal omlopen op andere lijnen.
In totaal kunnen vier wagens gekoppeld rijden. Op het spoorwegennet rijden in de vroege ochtendspits drie gekoppelde trams, waarbij de derde wagen in het Hauptbahnhof afgekoppeld wordt. Door de breedte van het materieel kunnen ze alleen rijden op de binnenstadring, tot de Holländische Straße, tot het Auestadion en op de lijn naar Hessisch Lichtenau. Op de overige trajecten liggen de sporen te dicht op elkaar voor dit materieel, waardoor op deze trajecten een inzetverbod geldt voor dit materieel.
In het Baureihe-systeem (treintype) van de Deutsche Bahn heeft het materieel het nummer Baureihe 452 (E/E) en Baureihe 689 (E/D).
Tijdens het testbedrijf werden van de Saarbahn in Saarbrücken Bombardier-wagens geleend. Dit materieel was geschikt voor de twee systemen maar werden in Kassel alleen op het spoornetwerk ingezet.

### Lagevloerbijwagen 4NBWE
De KVG heeft in 2014-2015 15 tweedehandse lagevloerbijwagens (bouwjaar 2001-2002) bij de tram van Rostock (RSAG) aangeschaft. Ze zijn na een renovatie aangepast om aan het type 8NGTW aangehangen te worden. De eerste bijwagens gingen in december 2016 in bedrijf. In totaal zijn er 13 bijwagens aangepast en staan er nog 2 buiten dienst. De meeste omlopen van lijn 1 worden gereden met bijwagens en de rest met gekoppelde 8NGTW. De overige bijwagens zullen in 2018 worden ingezet op de nieuwe lijn 6 van Ihringshäuser Straße naar Baunatal. Bij een persbericht van 28 september 2016 deelde KVG mee, dat de haltes van de lijn in Helleböhn worden verlengd. Welke lijnen in de nieuwe dienstregeling worden voorzien met bijwagens is nog niet bekend. Er zullen dan meer dan 10 bijwagens nodig zijn.

### Museummaterieel

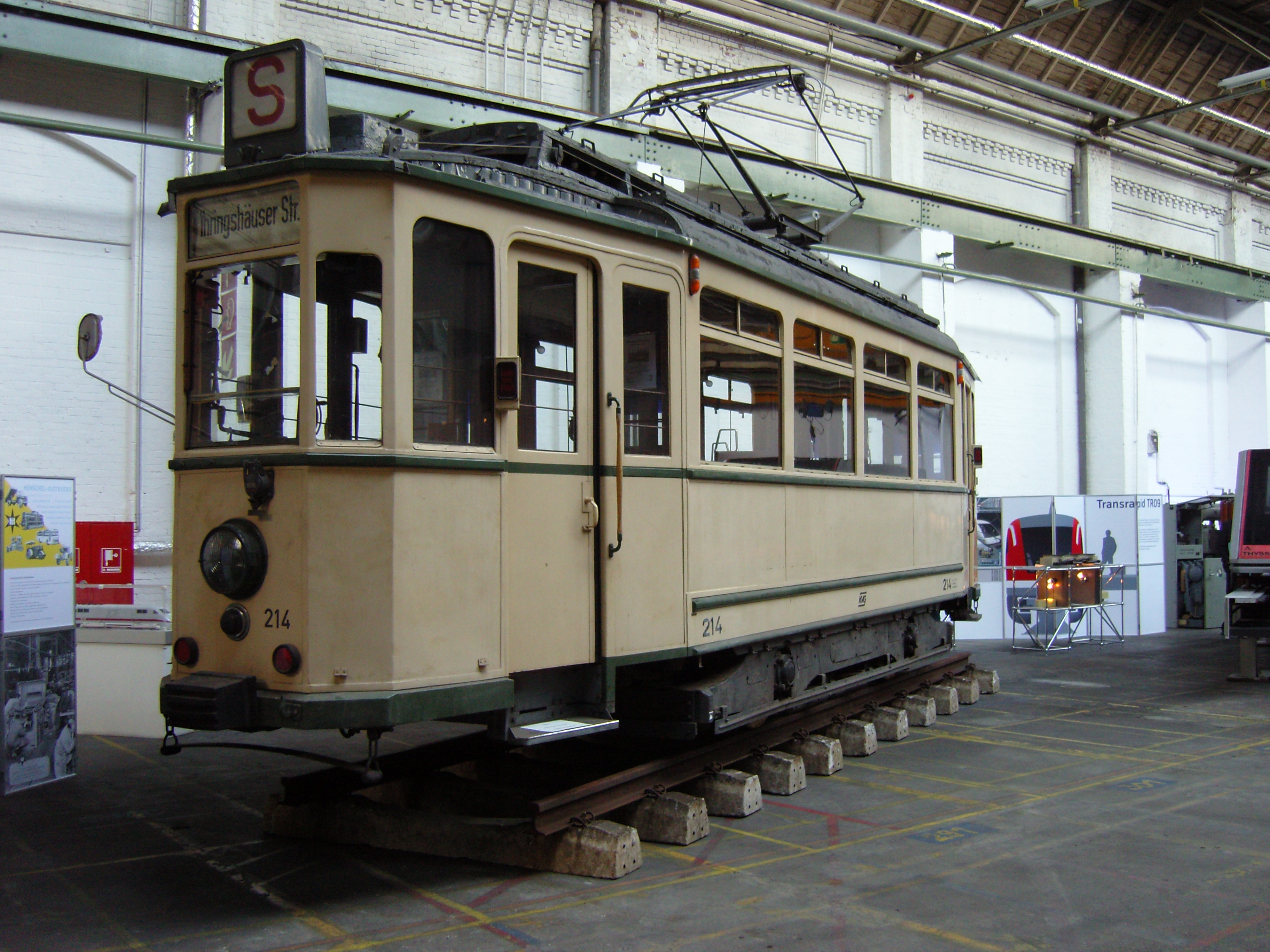
Motorwagen 214 in bruikleen bij het Technik-Museum Kassel; 2010.

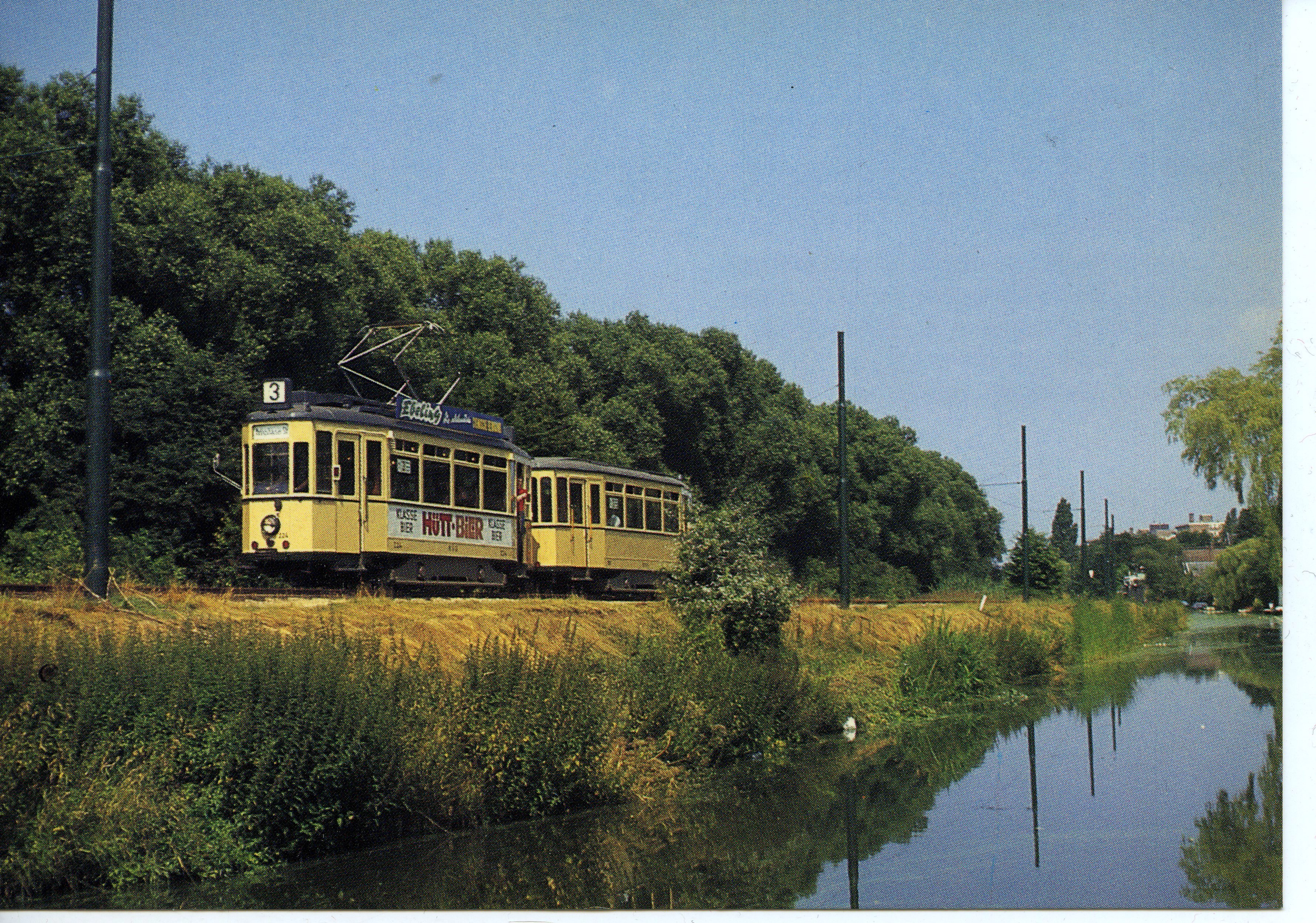
Het tramstel 224 + 511 op de Electrische Museumtramlijn Amsterdam; 29 juli 1984.

In het wagenpark van KVG bevinden zich de wagens 110 (bouwjaar 1907), 144 (bouwjaar 1909) en 228 (bouwjaar 1941). Daarbij horen ook de bijwagens 655 en 521. Daarnaast zijn er opgesteld de wagens 229, 273 (bouwjaar 1957, dubbel tweeasser), 355 (gelede type GT6, uit 1967), 316 (een Wegmann 6ZGTW, uit 1970) en de vierassige bijwagen 569 uit 1971. Ook voorhanden is nog een paardentramwagen 8, die geen originele paardentramwagen is, maar de voormalige motorwagen 80 (uit 1900) die is verbouwd. Op 24 juli 2014 werd bekend, dat in totaal 19 historische wagens en benodigdheden uit het bestand van KVG in bruikleen aan het Technikmuseum Kassel zijn gegeven. Hiervoor werden in het museum oude tramsporen uit de Ihringshäuser Straße gebouwd. Het materieel werd via een dieplader op 23 oktober 2014 verplaatst.
In verschillende trammusea zijn verdere wagens voorhanden. Zo is in Hannover de wagen 100 (ex 120, lestram), wagen 218 en 223 (de laatste in de kleuren van Warschau voor de Film "The Pianist" van Roman Polański), de dubbeltweeasser gelede prototype 260, de 269 en de werktram 722 (ex 14, vanaf 1898 met een dieselgenerator). Daarnaast is er de bij de 218 horende bijwagen 511. In het Technik-Museum Kassel is de wagen 214 tentoongesteld.
Tussen 1981 en 2011 verbleven de volgende trams uit Kassel bij de Electrische Museumtramlijn Amsterdam: 212, 218, 224, 269, 282, 303, 305, 310 en bijwagen 511. De 224 werd gesloopt, de overige trams vertrokken naar Hoogwoud (212 en 303), het Hannovers Trammuseum (218, 269 en 511) en naar Gorzow (305 en 310).
In Hoogwoud in Nederland zijn er nog als gastkamer de wagens 212 en 303 (werd in Amsterdam wegens een brand in de stuurschakeling terzijde gesteld, het was een van de vier wagens in deze serie met een SiMatic stuurschakeling), en de vierasser gelede wagen 282 (aanwezig op een privéterrein in Amsterdam-Noord).
De eveneens aan de Electrische Museumtramlijn Amsterdam gegeven tweerichting-zesassers 305 en 310 werden in het voorjaar van 2011 na een lange tijd stilstaan aan Gorzów (PL) doorverkocht. Het materieel werd weer opgekapt en kwam in de herfst 2011 weer in bedrijf.

## Haltes

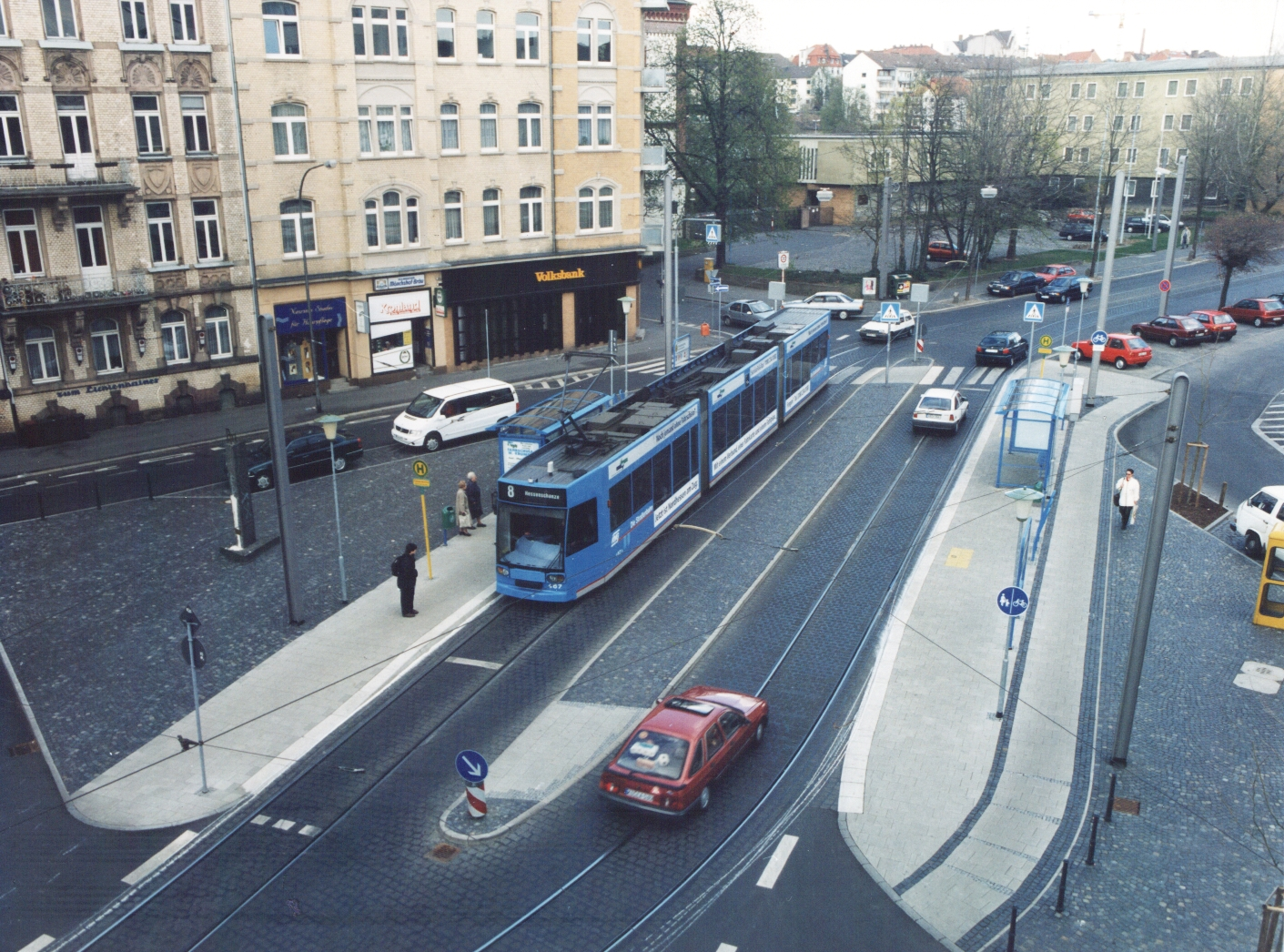
Halte Friedenskirche (eind jaren 90)

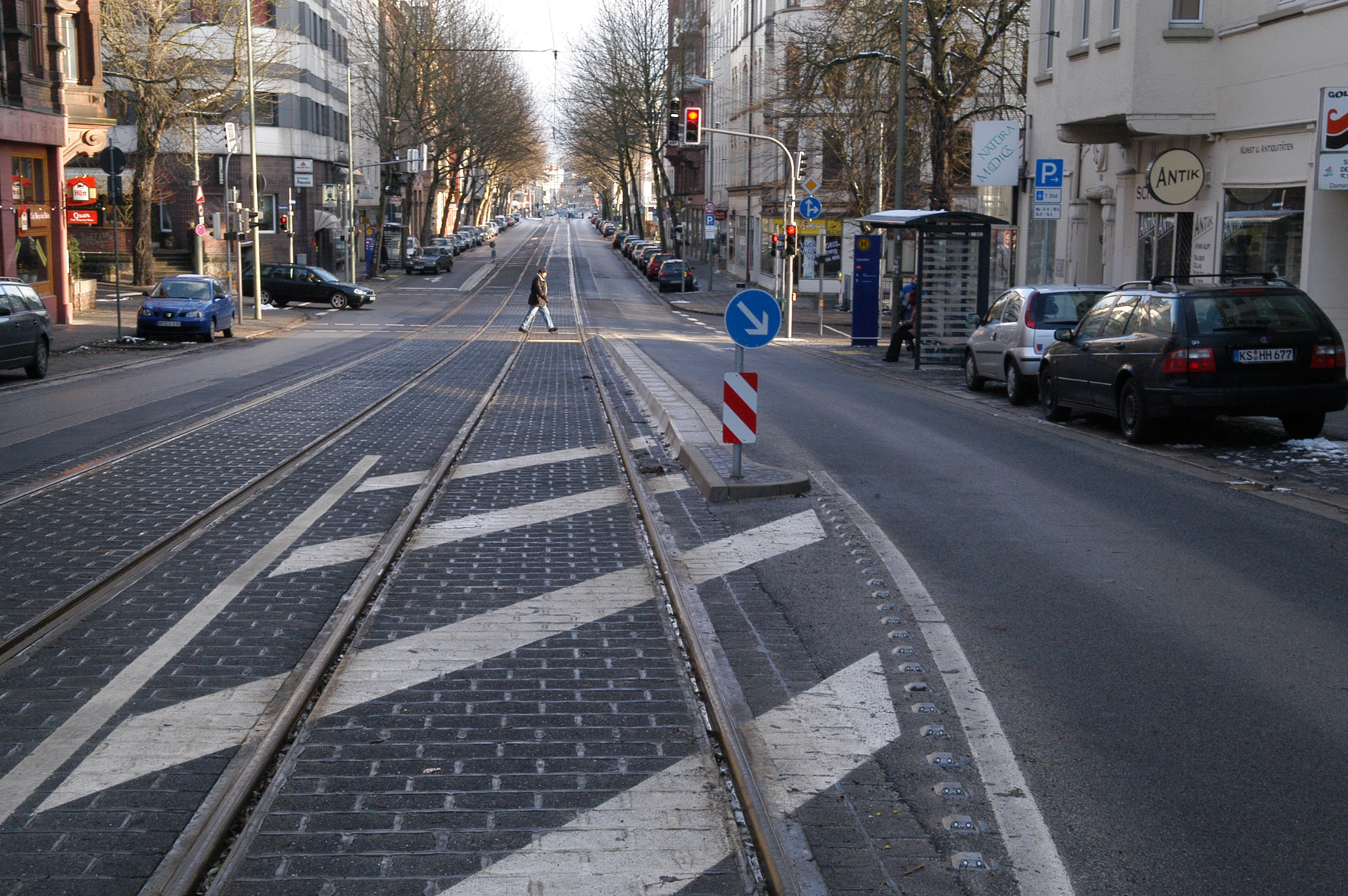
Halte Querallee met een verhoging van de rijbaan (2006)

In 1968 kwam het eerste en enige korte tunneltraject in bedrijf. De tunnel onder het Hauptbahnhof werd in 2005 buiten gebruik gesteld en geschikt gemaakt voor de RegioTram om in het Hauptbahnhof aan het perron te kunnen halteren.
In de laatste jaren zijn veel haltes aangepast, zodat de halte op een gelijke hoogte is met de vloer van de trams. Bij een aantal haltes is het trottoir tot aan de sporen gelegd, zodat er lokaal een wegversmalling ontstaat. Het autoverkeer moet dus achter de tram blijven wachten en de reizigers kunnen veilig in- en uitstappen. Een voorbeeld is de halte "Friedenskirche" in de Karl-Marx-Platz.
Op 16 december 2005 werd de halte "Querallee" in de richting van het westen heropend. Om deze halte toegankelijk te maken, werd rechts van het spoor de rijbaan verhoogd tot instaphoogte. Hierdoor kunnen reizigers met kinderwagens, rolstoel of rollator eenvoudig de tram in- en uitstappen. Doordat tussen de tram en het trottoir nog de rijbaan ligt, wordt bij het halteren van een tram het autoverkeer gestopt met een tweekleurig verkeerslicht. Dit is de eerste halte in Kassel waarbij de rijbaan is verhoogd om de halte toegankelijk te maken.
In het dienstregelingsjaar 2009 werden van de 127 tramhaltes in april 117 haltes in beide richtingen toegankelijk gemaakt evenals twee haltes in één richting (Goethestraße en Hugo-Preuß-Straße), wat een aandeel van 95 % is. In kader de herinrichting van de tramsporen in de straten Germania-, Goethe, Friedrich-Ebert-Straße zijn de haltes Goethestraße, Annastraße, Karthäuser Straße en Ständeplatz volledig toegankelijk gemaakt.
Bij de ombouw van de haltes werden er ook blindengeleidestroken aangelegd.
Vele haltes, in het bijzonder de centrale, zijn met een omroepsysteem uitgerust, waardoor reizigers bij storingen geïnformeerd worden.
Ondertussen zijn vele belangrijke haltes uitgerust met een dynamisch reizigersinformatiesysteem (DRIS). Op 15 december 2011 werd bekendgemaakt, dat in het voorjaar van 2012 alle haltes in de stad en in Baunatal, evenals de belangrijkste haltes op de lijn naar Hessisch Lichtenau, uitgerust worden met DRIS-panelen.
Bovendien kondigde de KVG op 15 december 2011 aan, dat tot eind 2013 alle haltes van lijn 1 verlengd worden naar 60 meter. Hierdoor kunnen de trams van lijn 1 gekoppeld rijden. Deze maatregel werd noodzakelijk doordat de opening van de lijn naar Vellmar zorgde voor een sterke reizigersgroei. In de Königsstraße moeten de trams zo stoppen, dat van de eerste wagen alle deuren langs de halte staan en van de tweede wagen minstens drie. Bij de haltes Rathaus en de Friedrichsplatz is de benodigde ruimte voor verlenging niet voorhanden.
Beide projecten werden door de deelstaat Hessen met €5,2 miljoen gefinancierd.

## Weblinks
- Website van de Kasseler Verkehrs-Gesellschaft
- Website van de Nordhessischer VerkehrsVerbund
- Private website over de trams in Kassel
- Private website over openbaar vervoer in Kassel en Göttingen
- Overzicht van het trammaterieel in Kassel